# Gourrama

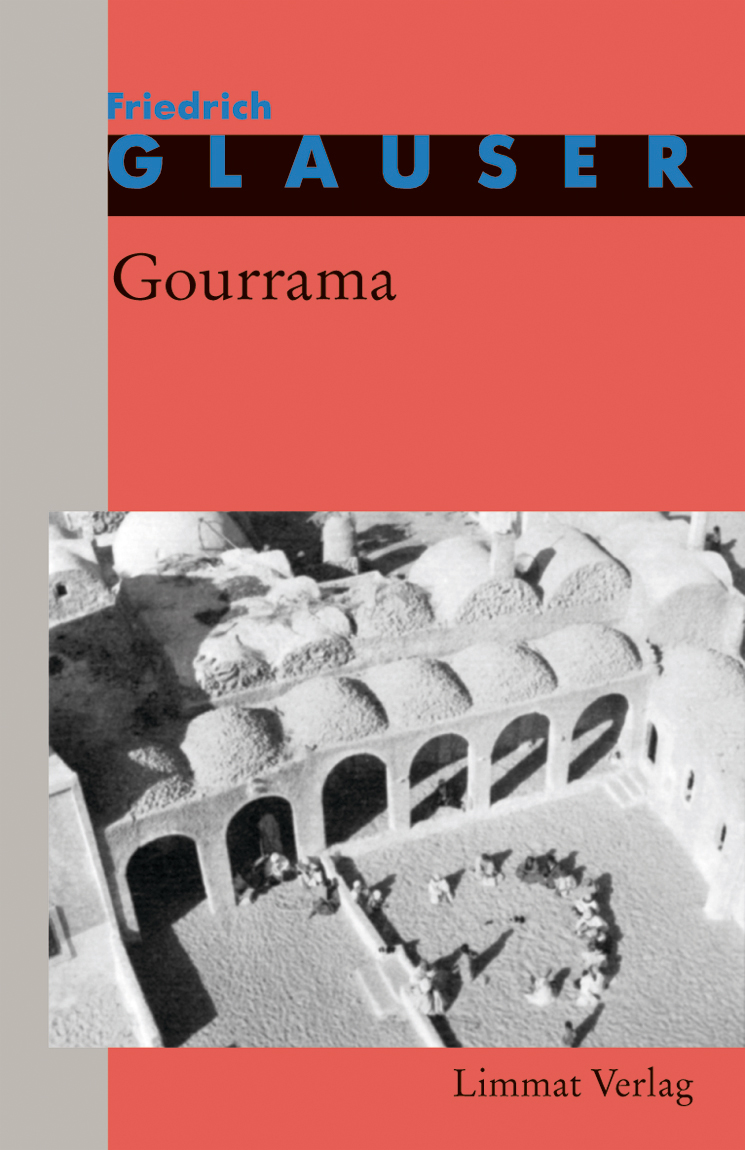
Gourrama in der Werkausgabe des Limmat Verlages, 1997

Gourrama ist der Debütroman des Schweizer Autors Friedrich Glauser und entstand in den Jahren 1928 bis 1930. Er spielt in einem abgelegenen Garnisonsposten der französischen Fremdenlegion in Marokko und schildert den Mikrokosmos gescheiterter Existenzen. Neben Matto regiert, der Glausers wiederholte Internierungen in psychiatrischen Kliniken behandelt, ist Gourrama einer seiner am stärksten autobiographisch geprägten Romane, da er von 1921 bis 1923 selbst in der Fremdenlegion war. Wie bestimmend diese Zeit für Glauser war, zeigt sich auch in weiteren Texten: So entstanden zusätzlich 18 Legionserzählungen und der Wachtmeister-Studer-Krimi Die Fieberkurve, der ebenfalls in der Fremdenlegion spielt.

## Romanbeginn
«Nur noch zwei Kilometer», sagte Kainz. «Du kannst scho den Turm vom Posten sehn… Jetzt! Schau! Dort, wo’s blitzt, liegt das Zimmer vom Alten…» Er hielt sich am Steigbügel fest und keuchte, denn er war alt. «Wüllst nit du jetzt reiten?» fragte Todd, während er sich den Schweiss aus den spärlichen Barthaaren wischte. – «Naa! Naa!» Kainz schüttelte den vertrockneten Kopf und fuhr mit seinem Nastuch unter den Tropenhelm. Es war erst neuen Uhr morgens, aber die Sonne brannte schon heiss.

## Inhalt

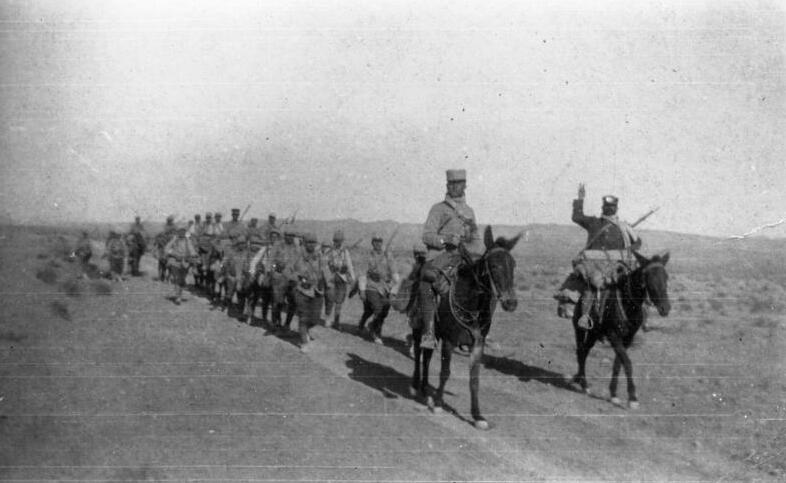
Fremdenlegion in Marokko, 1920

Glausers Legionsroman spielt vom 14. Juli 1923 bis zum Mai 1924. Die 15 Kapitel sind in drei Teile gegliedert und setzen sich aus collageartigen Einzelepisoden zusammen. Hauptfigur ist der Antiheld Korporal Lös, der unschwer als Glauser selbst zu erkennen ist. Bereits im ersten Kapitel sagt er autobiographisch über sich: «Mich hat der Vater in die Legion geschickt. […] Hingebracht sogar, bis ins Rekrutierungsbureau nach Strassburg, weisst du, ich hab in der Schweiz gelebt und hab dort ein paar Dummheiten gemacht. Schulden und so. Und die Schweizer haben mich in eine Arbeitsanstalt stecken wollen. Liederlicher Lebenswandel.» Erzählungen aus der Legion bildeten in der ersten Hälfte des 20. Jahrhunderts ein eigenes Genre, das Abenteuer und Gefahren in fernen Ländern beschrieb. Gourrama jedoch verzichtet praktisch vollständig auf die üblichen Zutaten dieser Literatur und bleibt dabei völlig unpolitisch, obwohl zur Zeit seines Einsatzes der Zweite Marokkanische Krieg stattfand. Glauser hingegen tut das, was er am besten kann: Er liefert exakte Beschreibungen der fremden Kulisse; als ehemaliger Fremdenlegionär weiss er genau, wovon er schreibt, wenn er über Pelotons, Tirailleure, Oueds, Halfagras, Seguias (kleine Bewässerungskanäle), einen Ksar, das Bled (Ebene), Hammām, Rumi, Couscous, Kébir (algerischer Wein), Tafilalet oder Berber berichtet. Vor allem aber ist Glauser ein genauer Beobachter der Atmosphäre und der zwischenmenschlichen Tragödien. Das Augenmerk von Gourrama liegt deshalb, völlig ungewohnt für die damalige Legionsliteratur, auf dem realistischen Alltag, dem Zusammenleben. Es gibt kaum Abwechslung, es herrscht hauptsächlich bleierne Langeweile und Stumpfheit. Dies hat Glauser auch in seinem autobiographischen Text Im afrikanischen Felsental betont: «Gewiss, auch bei uns lernt man die Langeweile kennen; so grauenhaft wie dort unten ist sie wohl nirgends.»
In einem weiteren Punkt ist Gourrama ebenfalls ungewohnt: Mit einer schonungslosen Offenheit beschreibt Glauser eine in sich geschlossene Männerwelt, die leidet unter der Einsamkeit des Individuums und seinen schmerzenden Erinnerungen an das Zivilleben. Die Sehnsucht nach Nähe, Zärtlichkeit und Liebe ist allgegenwärtig. Lös sagt diesbezüglich zum Soldaten Todd: «Weisst du, wir sind ja so hungrig nach Zärtlichkeit, dass ein freundliches Wort, gesagt oder empfangen, genügt, um Spannungen zu lösen.» Glauser beschreibt auch die Folgen dieser unterdrückten Sexualität: Homosexualität, Prostitution, Vergewaltigung, Aggression und Selbstmord. Todd erklärt zur Gleichgeschlechtlichkeit in der Legion: «Man sprach davon mit einem Achselzucken, aber man nannte die Dinge beim Namen. Es konnte sogar Capitaine Chabert einfallen, beim Rapport zu sagen: ‹Geht lieber mit einem Freund an den Oued hinter die Büsche als zu einer Araberin. Wenigstens riskiert ihr keine Ansteckung!›» Und Literaturwissenschaftler und Glauser-Kenner Bernhard Echte bemerkt dazu im Nachwort von Gourrama: «Durch Patschulis zahlreiche Affektiertheiten hindurch erscheint Homosexualität in einem neuen, vorurteilsfreieren Licht: als natürlicher Ausdruck eines unteilbaren, überall vorhandenen und ständig akuten Liebesbedürfnisses. So wird auch das Verhältnis von Todd zu Schilasky – der einzige Fall von glücklicher Sexualität im ganzen Roman – mit einem Respekt und einer Feinfühligkeit geschildert, wie sie sonst, nicht nur in der Legionsliteratur, kaum anzutreffen ist.»

### Erster Teil – Alltag
Ein Détachement von 20 Legionären aus Algerien ist auf dem Weg zum marokkanischen Militärposten Gourrama. Adjutant Cattaneo führt den neuen Sergeanten Hassa in die hiesigen Gepflogenheiten ein. Nach der Ankunft begrüsst Capitaine Chabert die Neuankömmlinge und gibt daraufhin der ganzen Kompanie für den Rest des Tages frei, da der 14. Juli ist und am Abend ein improvisiertes Varieté zu Ehren des französischen Nationalfeiertages stattfindet. Nach der Feier unterhält sich Korporal Lös, der in der Administration für die Verpflegung zuständig ist, mit dem neu angekommenen Todd. Zu Lös und Todd gesellen sich Korporal Smith, Pierrard, Sergeant Sitnikoff und das homosexuelle Paar Patschuli und Peschke. Während Lös Wein spendiert, erzählen sich die Soldaten gegenseitig die fantastischsten Geschichten, weshalb sie in die Fremdenlegion gekommen sind.
Am nächsten Morgen schlachtet der «alte Kainz» zusammen mit einem Juden aus dem Ksar fünf Schafe. Kurz darauf hat Lös eine Besprechung mit seinem Vorgesetzten Narcisse: Dieser überredet Lös, bei der heutigen Anlieferung von Gerste einmal mehr bei der Preisverhandlung zu mogeln. Lös willigt ein, obwohl ihn sein schlechtes Gewissen zunehmend plagt, da er regelmässig auch anderen Vorgesetzten Wein und Material unter der Hand ausliefern muss. Am Nachmittag trifft er die junge Frau Zeno aus dem nahe gelegenen Dorf, die jeweils die Wäsche der Legionäre im Oued reinigt. Da Lös das Mädchen mag, gehen die beiden zum Händler; er kauft ihr ein neues Kleid, danach besuchen sie ihren Vater. Nachdem Lös mit diesem Haschisch geraucht hat, wird er zum Essen eingeladen. Zeno bittet den Legionär um 200 Franken, damit ihr Vater ein Stück fruchtbares Land kaufen kann. Dieser willigt ein, woraufhin Zeno sich ihm als Frau anbietet. Nachdem die beiden miteinander geschlafen haben, fühlt sich Lös schlecht und bekommt Angst vor einer ansteckenden Krankheit, weshalb er sich in den Posten zurückschleicht und mit Schnaps betäubt. Dort fällt den meisten Soldaten in der Hitze der Nacht das Schlafen schwer. In einer Baracke endet ein Kartenspiel in einer Messerstecherei; die Gruppe einer anderen Sektion verlässt die Unterkunft, um unter freiem Himmel zu liegen und über die allgegenwärtige Sehnsucht nach Frauen zu sprechen.
Am folgenden Tag verlangt Sergeant Farny von Sergeant Sitnikoff dessen jungen Rekruten Pausanker als Ordonnanz. Es kommt zum Konflikt zwischen den beiden Vorgesetzten, da Sitnikoff sich dagegen wehrt, weil allgemein bekannt ist, dass Farny seine Gehilfen sexuell missbraucht. Später am Tag erscheint Capitaine Chabert und befiehlt einen mehrtägigen Ausmarsch. Hektik entsteht, und Lös muss sich um die Proviantausgabe für die ganze Kompanie kümmern. Dabei bemerkt er erneut, dass die Mehrheit der Truppe ihn um seinen privilegierten Posten beneidet. Vor dem Abmarsch erzählt Lös, der in Gourrama bleiben soll, Todd von seinen Sehnsüchten und dass er sich auch mit Zeno trifft, weil er bei ihr, im Vergleich mit den Prostituierten aus dem Bordel militaire de campagne, keinen Ekel verspürt und ihrer Familie helfen kann. Nachdem die Truppe den Posten verlassen hat, trennt sich die Kompanie: Eine Sektion muss, anstelle des Marsches, in Atchana unter Adjutant Cattaneo Kalk brennen. Dort geht es dem Legionär Schneider, der bereits vor dem Abmarsch Fieber hatte, im Laufe des Tages zunehmend schlechter, und Verzweiflung macht sich in ihm breit. Voller Sehnsucht nach seiner Heimat und unverstanden von seinen Kameraden, begeht er auf der Nachtwache Selbstmord.

### Zweiter Teil – Fieber
Während des ersten Marschtages kommen sich Todd und Schilasky näher. Todd erzählt von seiner letzten Geliebten, und Schilasky gesteht, dass er homosexuell ist und darunter leidet. Als am Abend das Nachtlager aufgeschlagen ist, kommt es zwischen Todd und Sergeant Hassa, der den Legionär regelmässig provoziert, zu einem Zweikampf. In der Zwischenzeit befehligt Leutnant Mauriot Gourrama mit den zurückgebliebenen Soldaten. Als Lös von Zeno zurückkommt, wird er von Mauriot wegen unerlaubten Verlassens des Postens verwarnt. Des Weiteren hegt der Vorgesetzte den Verdacht, dass mit der Verwaltung der Lebensmittel etwas nicht in Ordnung ist. Lös bekommt es mit der Angst zu tun und arbeitet den ganzen Nachmittag an der Buchhaltung und versucht, die Unterschlagungen auszumerzen. Als er später im Ksar über den Kauf von Schafen verhandelt, wird er auch hier in ein unsauberes Geschäft hineingezogen. Zurück im Posten, trifft er auf den Bäcker Frank, der möglicherweise an Typhus erkrankt ist. In der Hoffnung, dass dieser Vorfall vielleicht eine Quarantäne zur Folge haben könnte und damit von den Buchhaltungsungereimtheiten ablenken würde, ruft Lös den Legionsarzt Bergeret in Rich an. Dieser verspricht, am folgenden Tag nach Gourrama zu reiten. Voller Freude über die unerwartete Abwechslung verlassen daraufhin einige Soldaten mit Lös den Posten und besuchen die Dorfkneipe. Kurz darauf taucht Leutnant Mauriot auf, macht Lös für den unerlaubten Ausgang der Truppe verantwortlich und droht ihm mit einer Strafuntersuchung.

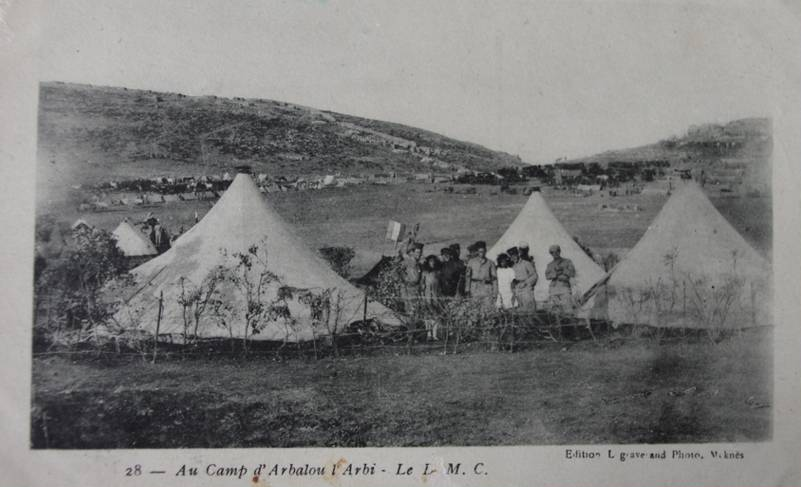
Feldbordell in Französisch-Marokko, 1922

Trotz der Zurechtweisung von Mauriot überredet Narcisse Lös und den Rest der Gruppe, ins Militärbordell, genannt «Kloster», zu gehen. Dort angekommen, verteilen sich die Männer auf die Zimmer der Prostituierten. Nach langem Zögern geht schliesslich auch Lös widerwillig mit einer Frau mit. Nachdem er sie bezahlt hat, ruft Narcisse plötzlich alle zusammen, da man im Posten nach ihnen suche. Im Schutz der Dunkelheit schleichen die Männer zurück in die Kaserne. Am nächsten Tag erscheint Bergeret, untersucht den Kranken und stellt fest, dass es sich nicht um eine Typhuserkrankung handelt. Kurze Zeit darauf werden Einheimische in den Posten gelassen, damit diese ihre Kartoffeln an die Armee verkaufen können; um Profit herauszuschlagen muss Lös, einmal mehr, unter dem Druck seines Vorgesetzten mogeln, indem er falsche Gewichtsangaben notiert. Erneut leidet er darunter, dass er ausgenutzt und von Leutnant Mauriot unter Druck gesetzt wird. Lös entfernt sich wieder aus dem Posten und sucht Trost bei Zeno. Als er zwei Tage später nochmals zu ihr gehen will, wird er von seinem Widersacher Baskakoff an der Wache festgehalten, zurückgeführt und an Leutnant Mauriot ausgeliefert. Lös wird in die Einzelhaftzelle gesperrt, währenddessen Mauriot versucht, den Unterschlagungen in der Buchhaltung auf die Spur zu kommen. In der Zwischenzeit ist die restliche Kompanie nach Gourrama zurückgekehrt; die Marsch-Sektionen sind schwer angeschlagen, da sie von einer Räuberbande überfallen wurden. Capitaine Chabert, dessen Nerven durch das Gefecht blank liegen, macht Lös zum Sündenbock für das Chaos auf dem Posten und will ihn vor das Kriegsgericht in Oran stellen. Lös, von allen im Stich gelassen, begeht einen Selbstmordversuch, indem er sich in seiner Zelle mit einem Dosendeckel das Ellbogengelenk aufschneidet. Er wird jedoch gefunden, ins Krankenzimmer gebracht und von Bergeret verarztet. Später wird auch Sergeant Sitnikoff ins Krankenzimmer getragen, da er niedergeschlagen wurde, als er Pausanker helfen wollte, von Farny loszukommen.

### Dritter Teil – Auflösung

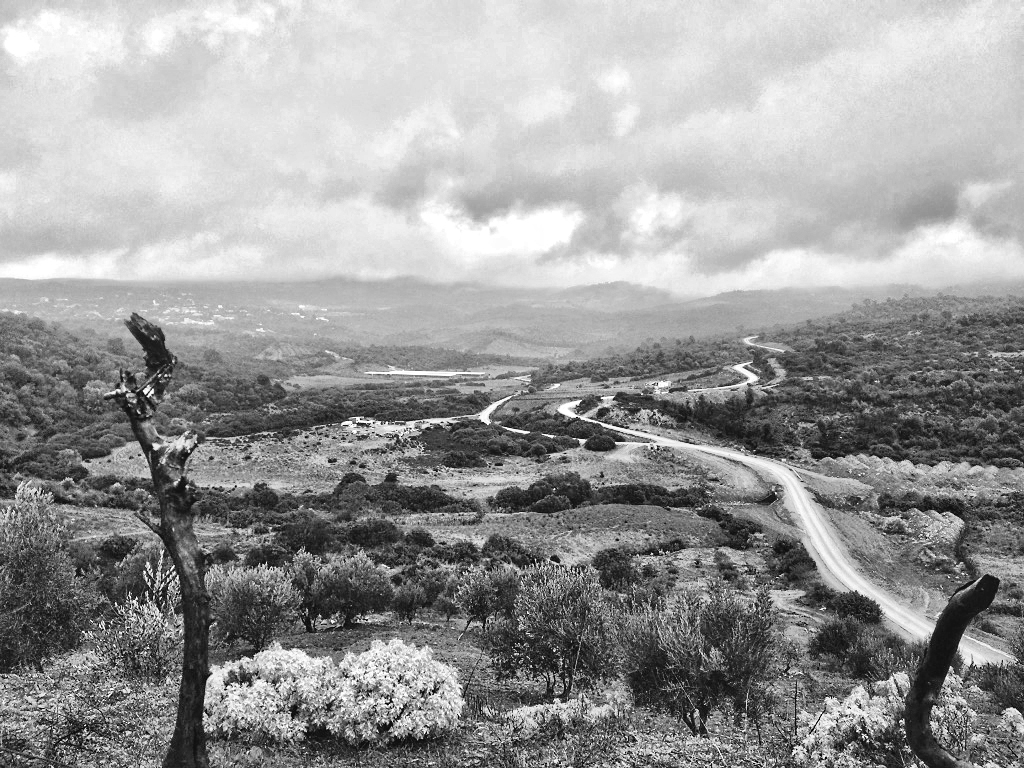
Ebene in Marokko

Die Stimmung im Posten brodelt. Die meisten Männer der zurückgekehrten Kompanie können infolge der Hitze und der Erlebnisse der vergangenen Tage nicht schlafen. Vor den Baracken rekonstruieren sie nochmals, wie der Überfall der Berberbande auf die Legionäre abgelaufen ist. Besonders Schilasky ist mitgenommen über den verletzten Todd, der zurzeit im Lazarett in Rich liegt. Patschuli erzählt daraufhin von den Ereignissen der Kalkbrenner-Sektion: Nach dem Selbstmord Schneiders trafen sie auf zwei Araber, die eine junge Frau in das Militärbordell nach Midelt bringen sollten; dieses Mädchen wurde daraufhin von der ganzen Sektion für sexuelle Dienste bezahlt und benutzt. Als Patschuli seine Erzählung beendet hat, quält und tötet Kraschinsky aus lauter Langeweile den Hund von Lös. Die ganze Truppe leidet unter einer Mischung aus Gereiztheit, nervlicher Anspannung, Melancholie und Aggression, die sich daraufhin in der Ermordung von Leutnant Seignac entlädt und gegen den zu milden Capitaine Chabert richtet: Eine Revolte bricht aus und kann im letzten Augenblick abgewendet werden.
Nach diesen Vorfällen wird ein neuer Capitaine in Gourrama eingesetzt. Dieser geht mit grosser Härte gegen aufsässige Soldaten vor, während Lös schon bald nach seiner Genesung wegen gesundheitlicher Probleme aus der Fremdenlegion entlassen wird. Als er in Paris angekommen ist, denkt er mit gemischten Gefühlen an die Legionszeit zurück; Freude über die neu gewonnene Freiheit als Zivilist wechselt sich ab mit der Melancholie über verlorene Kameraden. Als Lös den ebenfalls entlassenen Leutnant Lartigue besuchen will, wird er von diesem freundlich, aber bestimmt aus der Wohnung begleitet. Lös setzt sich auf eine Parkbank und beginnt in Prousts Die wiedergefundene Zeit zu lesen.

## Entstehung

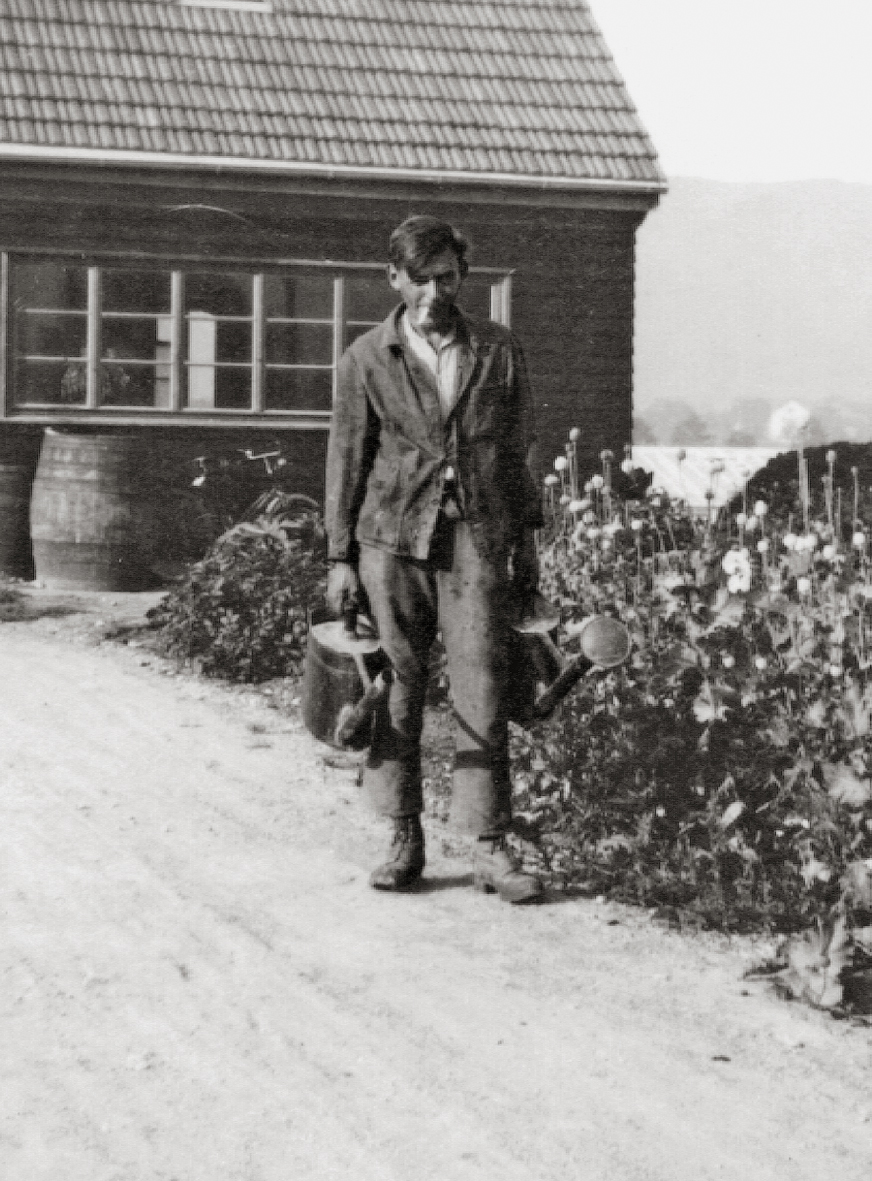
Friedrich Glauser arbeitete während der Entstehung von Gourrama hauptsächlich als Gärtner; hier in der Gartenbauschule Oeschberg, 1930

Gourrama entstand zwischen 1928 und 1930, als Glauser versuchte, Selbständigkeit durch den Gärtnerberuf zu erreichen, da er bisher nicht von seiner literarischen Tätigkeit leben konnte. In diesen zwei Jahren der Niederschrift wollte er die prägende Zeit in Nordafrika wieder aufleben lassen, was auch darin zum Ausdruck kommt, dass sowohl Marcel Proust wie auch sein Roman Auf der Suche nach der verlorenen Zeit wiederholt in Gourrama auftauchen. Eine entscheidende Rolle bei der Entstehung spielte der Arzt Max Müller, den Glauser 1925 kennenlernte, als er zum zweiten Mal im Psychiatriezentrum Münsingen interniert wurde. Müller ermunterte und unterstützte den werdenden Schriftsteller, stellte auch die Verbindung zur Presse her und vermittelte somit die Publikation der ersten beiden Legionsgeschichten Der Kleine Schneider und Mord. Vom April 1927 an führte Müller mit Glauser auch eine einjährige Psychoanalyse mit fünf Sitzungen pro Woche durch. Bei seinem Mentor bedankte sich Glauser, indem er dem Legionsroman die Widmung «Max Müller, dem Arzt, und seiner Frau Gertrud» voranstellte.
Glauser begann seinen ersten Roman, dessen Titel zuerst «Aus einem kleinen Posten» lautete, Mitte Juli 1928, als er mit seiner damaligen Freundin Beatrix Gutekunst Ferien am Bodensee verbrachte. Aus dem Urlaub zurückgekehrt, arbeitete er wieder als Gärtnergehilfe in Basel. Am 6. August schrieb er an Max Müller: «Eine Novelle habe ich fertiggemacht und einen Roman über die Legion begonnen. […] Vor allem habe ich grosse Lust, den Legionsroman fertig zu machen. Stoff habe ich genug. […] Ich brauche etwa noch einen Monat Zeit, um an diesem Roman weiterzuarbeiten. […] Von Ihnen möchte ich gerne wissen: Ob Sie finden, dass es sich lohnt, die Legionsgeschichte weiterzuschreiben, ob Sie sie überhaupt in diesem Ton für druckfähig halten.» Dass Gourrama in nur einem Monat beendet sein sollte, entsprach dem typischen Zweckoptimismus von Glauser, was sich auch in der Entstehung aller folgenden Romane wiederholen sollte. Im November desselben Jahres erhielt er die Zusage eines Kredits von 1500 Schweizer Franken für die Legionsgeschichte durch die Werkbeleihungskasse des Schweizerischen Schriftsteller-Vereins.
Im Dezember 1928 zogen Gutekunst und Glauser nach Winterthur, wo der innere Druck, mit Gourrama fertig zu werden, zunehmend auf ihm lastete. Anfang April 1929 stellten sich zusätzlich Schwierigkeiten mit der Werkbeleihungskasse ein, die ihre letzte Ratenzahlung davon abhängig machte, dass Glauser den Schluss überarbeitete, da sie bemängelte, das Ende des Romans sei flüchtig geschrieben und schlecht überarbeitet. Die Folge davon war ein Rückfall in die Morphiumsucht. Ende April erwischte man Glauser beim Einlösen eines gefälschten Rezepts, und es wurde ein Strafantrag vom Winterthurer Bezirksanwalt gegen ihn eingereicht. Dank eines Gutachtens von Max Müller, in dem er Glauser Unzurechnungsfähigkeit attestierte, wurde das Verfahren eingestellt. Glauser ging es schlecht, und er geriet in eine Schaffenskrise; am 24. Juli schrieb er dazu an Müller: «Dazu kommt auch noch, dass ich nicht mehr recht weiss, wodurch der Weg geht. Diese ganze Opiumgeschichte hat natürlich alles wieder aufgewärmt, die Möglichkeit einer Heirat und eine Aufhebung der Vormundschaft ist dadurch natürlich wieder in weite Ferne gerückt. Alles ist dunkel, ich verdiene nicht genug, um davon leben zu können. Meinen Roman hab ich wieder durchgelesen und bin trotz Ihrer Versicherung, er sei gut, enttäuscht und halte ihn wirklich für eine mässige Dilettantenarbeit. Dies, ohne Komplimente angeln zu wollen. Ich müsste ihn sehr, sehr durcharbeiten, damit er nicht auseinanderfasert, aber dazu interessiert er mich zu wenig, ich möchte neue Sachen schreiben, ich habe ein paar Pläne, aber keine Zeit, sie zu verwirklichen. Kurz, es ist ein grosses Chaos und eine grosse Unzufriedenheit mit allem und jedem.» Bereits am 1. August antwortete Müller unter anderem: «Es handelt sich auch gar nicht darum, Ihnen Komplimente zu machen, aber ich bleibe dabei, dass der Roman in der Hauptsache wirklich gut ist und dass Sie ihn unter keinen Umständen fallen lassen sollten. Dies ist übrigens gar nicht etwa nur mein persönliches Urteil, sondern das von allen, die ihn hier bei uns gelesen oder daraus vorgetragen gehört haben.» Angespornt durch Müllers Worte, machte sich Glauser wieder an die Überarbeitung des Textes. Anfang 1930 kam er zur Entziehung erneut ins Psychiatriezentrum Münsingen, schloss im März das Manuskript definitiv ab und begann daraufhin mit der Suche nach einem Verlag, der den Roman publizieren würde.

## Biographischer Hintergrund

### Vorgeschichte in Baden

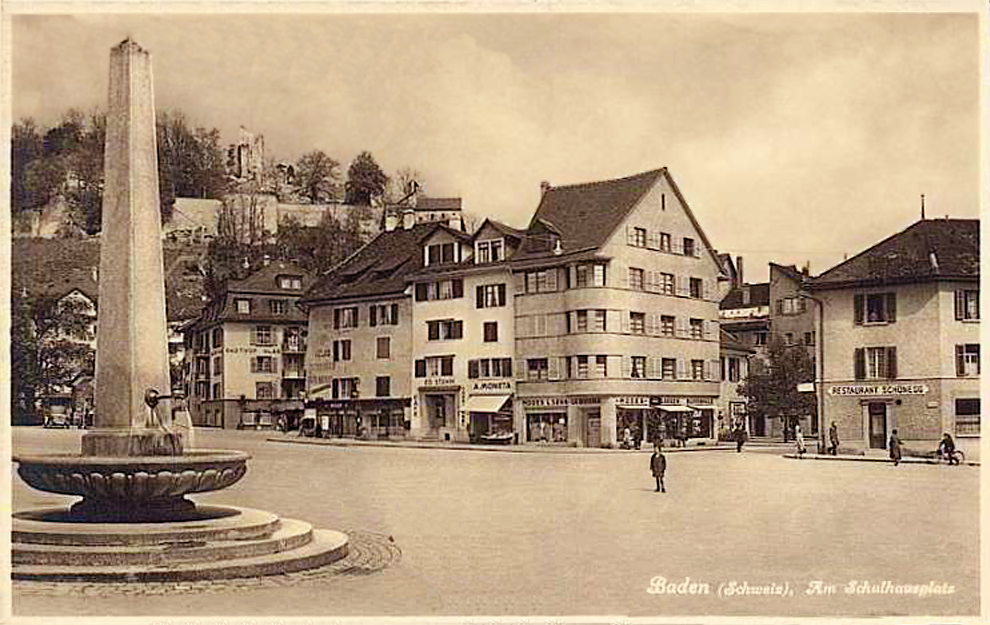
Schulhausplatz in Baden, Mitte der 1930er-Jahre

Der Auslöser dafür, dass Glauser letztendlich in die Legion eintrat, war möglicherweise die Affäre in Baden. Gerhard Saner erwähnt in seiner Glauser-Biographie ein Gespräch mit dem Verleger Friedrich Witz: «Witz erzählte mir auch, was Glauser einmal bei einem Mittagessen im Beisein von Musikdirektor Robert Blum geäussert habe: Frau Raschle sei schuld gewesen an seinem Eintritt in die Fremdenlegion.» Angefangen hatte alles am 2. Oktober 1920, als Glauser aus der Psychiatrischen Klinik Burghölzli entlassen wurde und beim Stadtschreiber Hans Raschle und seiner Frau Emilie, genannt «Maugg», in Baden Unterkunft fand. Das Ehepaar wollte dem Gestrauchelten eine neue Chance geben, und in den kommenden Wochen versuchte Raschle für Glauser eine Anstellung bei Brown, Boveri & Cie. zu arrangieren, was jedoch nicht zustande kam. Stattdessen absolvierte er ein Volontariat bei der Badener Neuen Freien Presse und verfasste Artikel für das Badener Tagblatt und die NZZ. Obwohl Glauser hier wohlwollende Aufnahme fand und Ruhe in sein bewegtes Leben bringen konnte, endete das Ganze in einer Katastrophe. Nachdem die Beziehung mit Glausers damaliger Freundin Elisabeth von Ruckteschell gegen Ende des Jahres auseinandergebrochen war, begann er hinter dem Rücken von Hans Raschle eine Affäre mit dessen Ehefrau. In einem Brief von 1925 an das Psychiatriezentrum Münsingen beschreibt Raschle die letzten Ereignisse (ohne den Ehebetrug zu erwähnen) folgendermassen: «Glauser fing an, seine Zigaretten mit Opium zu tränken, wenn er kein Morphium erreichen konnte, fälschte Morphiumrezepte, trank sogar Äther in grossen Quanten. Das ging soweit, dass er nachts in eigentliche Delirien geriet, in denen er durch seinen Lärm die nebenan schlafenden Personen störte. Es kam dann aus, dass er nicht nur die Bücher eines Malers, mit dem er sich angebiedert hatte, sondern auch Bücher von uns selbst bei einem hiesigen Buchhändler verkauft und das Geld für seine spezifischen Bedürfnisse verwendet hatte, dass er bei unseren Bekannten Geld gepumpt und auf unseren Namen in mehreren Geschäften Schulden gemacht hatte. Als Glauser merkte, dass wir ihm auf diese Dinge gekommen sind, steigerte er seine Äther- und Morphiumdosen derart, dass er sich eines schönen Morgens im Nachdelirium auf meine zufällig allein zu Hause gebliebene Frau stürzte, so dass sie meine Ordonnanzpistole gegen ihn ziehen musste, um ihn zu besänftigen. Am Abend desselben Tages (es war meines Erinnerns im April 1921) war Glauser ohne Abschied verschwunden.» In der Tat flüchtete Glauser über die deutsche Grenze zu seinem Vater nach Mannheim. Dort angekommen, riet dieser seinem Sohn, in die französische Fremdenlegion einzutreten; Glauser selbst packte die Gelegenheit, seine sich wiederholenden Debakel hinter sich zu lassen und fernab von allem bisher Bekannten einen Neubeginn zu wagen.

### Fremdenlegion

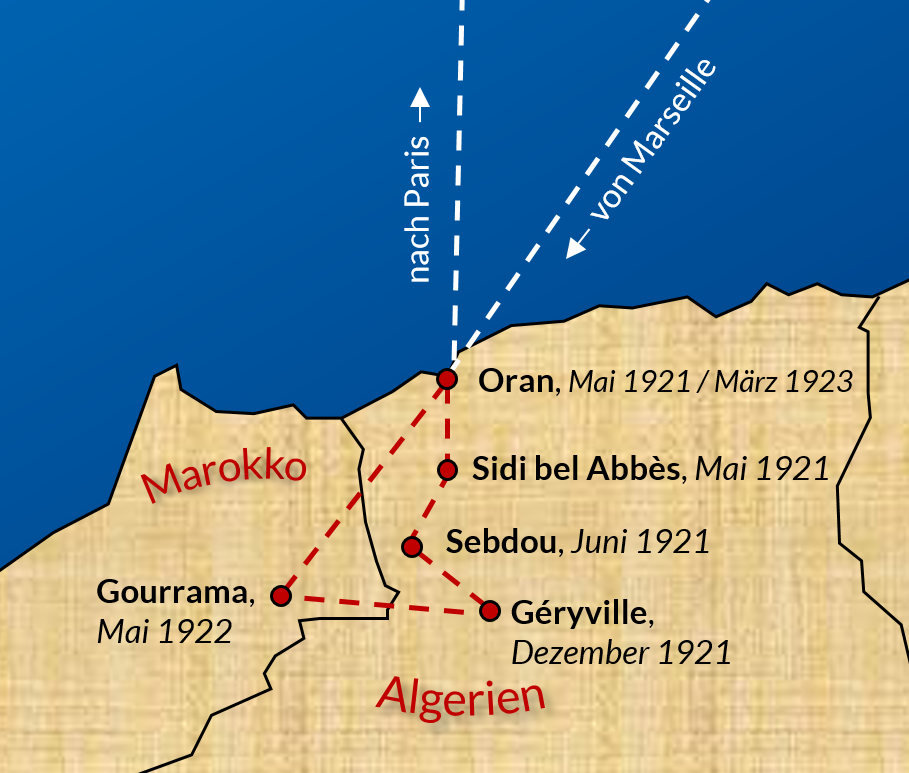
Friedrich Glausers Stationen in Nordafrika während seiner Zeit in der Fremdenlegion von 1921 bis 1923
(die Daten beziehen sich auf die Ankunft)

Wie prägend die Zeit in der Fremdenlegion für Glauser war, beschreibt seine langjährige Brieffreundin und Gönnerin Martha Ringier: «Wenn Friedrich Glauser von seinem Aufenthalt in der Fremdenlegion sprach – es geschah selten und nur in einer stillen Nachtstunde – kam stets ein schmerzlicher Zug in sein Gesicht. Und er begann gewöhnlich mit dem bezeichnenden Satz: ‹Ich habe bezahlt!› Dann erzählte er sachlich und unbefangen irgendeine Begebenheit, die wieder in ihm wach geworden, und seine Augen waren nach innen gerichtet. […] Überall hatte er sich als untauglich und unsozial erwiesen. Der Entschluss, sich als Fremdenlegionär anwerben zu lassen, war nicht, oder nur teilweise, aus eigenem Antrieb gekommen; aber Glauser sah diese Jahre als eine Art Sühne an für das viele Leid, das er seinem Vater und anderen Menschen hatte antun müssen. […] Es darf jedoch nicht übersehen werden, dass ein starker Erlebnisdrang ihn sowohl in die Fremdenlegion wie auch später nach Charleroi in die Kohlengruben getrieben hatte, ein Hunger nach neuen Menschen und fremdem Land. […] In Glauser hat sich damals der Schriftsteller geregt, der ungebahnte Wege suchte, nach neuem, eigenem Ausdruck rang. Was er sah, erlebte, erlitt und empfand, hat sich am stärksten in seinem Roman Gourrama verdichtet. […] So ist das Kapitel Fremdenlegion in der Lebensgeschichte Glausers zu einem Zeugnis geworden für schmerzliche und doch so reiche Jahre.» Frankreich und Nordafrika, das waren auch Glausers Sehnsüchte nach Ferne, Freiheit und abenteuerlichen Kulissen in exotischen Ländern. Während dieser Zeit lernte er Oran, Sidi bel Abbès, Sebdou in der Nähe von Tlemcen, Géryville und Gourrama kennen. Für die meisten Figuren in den Legionsgeschichten existierten reale Vorbilder, können aber kaum ermittelt werden, da die Fremdenlegion Anonymität garantierte. Die geographischen Eindrücke, Personen und Erlebnisse als Soldat hatten Glauser stark beeinflusst und in Gourrama und vielen seiner Erzählungen ihren Niederschlag gefunden, auch wenn er die zwei Jahre in Nordafrika (bis er wegen eines Herzfehlers im März 1923 ausgemustert wurde) meistens in der Administration beschäftigt war. Glauser selbst sagte rückblickend über die Erfahrungen in der Legion: «In Gourrama steht ja alles, was ich über diese Zeit und die Kameraden – es waren feine Kerle darunter – zu sagen habe. Ich bin weder klüger noch besser geworden durch dieses Abenteuer, aber ich habe viel gelernt, viel!»

#### Aushebung in Strassburg

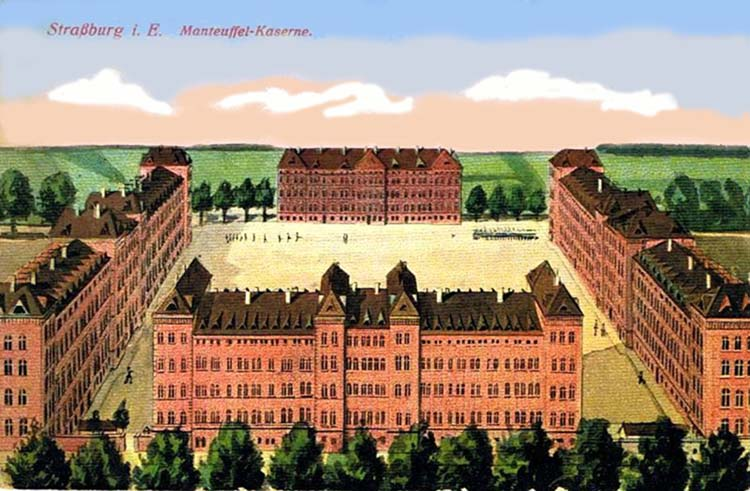
Kaserne in Strassburg, ca. 1890

Als Glauser 25 Jahre alt war, hatte er etliche Katastrophen hinter sich: Bereits als 13-Jähriger entlief er aus dem Elternhaus bis nach Bratislava, im Landerziehungsheim Glarisegg versuchte er sich zum ersten Mal sein Leben zu nehmen, es folgte der Ausschluss aus Glarisegg wegen einer Ohrfeige an seinem Lehrer. Kurz darauf provozierte er durch die Kritik an einem Gedichtband eines Lehrers den Ausschluss aus dem Collège Calvin. Dann wurde er morphiumabhängig und machte Schulden. Sein Vater entmündigte ihn daraufhin, Glauser flüchtete und beging Diebstähle. Er wurde zum ersten Mal in eine psychiatrische Klinik eingeliefert; Diagnose: Jugendirrsinn. Wieder flüchtete Glauser, es folgte sein zweiter Selbstmordversuch, Internierung in der Irrenanstalt Holligen, erneute Flucht, Beschaffungskriminalität gefolgt vom Eklat in Baden. Gerhard Saner schreibt dazu: «Der Vater wollte endlich, endlich Ruhe haben, die Gewähr der allersichersten Verwahrung.» Glausers Vater sah in der französischen Fremdenlegion eine Möglichkeit, all den Problemen ein Ende zu setzen und eine leidige Verantwortung abzugeben. Und Glauser selbst erkannte darin einen Neubeginn, auch wenn es letztendlich eine weitere Flucht war, jedoch mit der angenehmen Folge, Verantwortung abzugeben. Dazu schreibt er in der Erzählung Im afrikanischen Felsental: «Schenkt die Heilsarmee die Sicherheit auf ein neues Leben, das nach dem Tod sich voll entfalten wird, von Ewigkeit zu Ewigkeit, so tut dies auch die Fremdenlegion: Sie verspricht ein neues Leben auf dieser Erde, sie schenkt, was so viele nutzlos erhofft haben, einen neuen Namen und dadurch eine neue Persönlichkeit. Das Land liegt fern von den Orten, wo der Verzweifelte, der Ungeduldige, der Unzufriedene die Hoffnungslosigkeit kennengelernt hat. Die Fremdenlegion nimmt ihm jegliche Verantwortung für sich und seine Lebensführung ab. Sie gibt ihm Kleider, Essen, Sold. Nichts verlangt sie von ihm als das, was er nur zu gern gibt: die Bestimmung über sich selbst.» Im Sommer 1915 war Glauser bereits in der Schweizer Armee und absolvierte die Rekrutenschule in Thun und Interlaken als Gebirgsartillerist. Er wurde zum Unteroffizier vorgeschlagen, erwies sich in der Ausbildung aber als «schlapp, energielos, absolut unfähig, seinen Grad zu bekleiden». Daraufhin wurde er als dienstuntauglich aus der Armee entlassen. Es war demnach nicht ganz einfach, dass Glauser in die Fremdenlegion aufgenommen wurde. Noch einmal Gerhard Saner: «Der Vater musste seine persönlichen Beziehungen spielen lassen, damit sein Sohn überhaupt in die Legion aufgenommen wurde. Bei der ersten Aushebung in Neustadt/Pfalz war er nämlich abgewiesen worden, bei der zweiten in Mainz ebenfalls.» Nach diesen zwei medizinisch bedingten Rückweisungen wurde er schliesslich am 29. April 1921 in Strassburg aufgenommen und unterschrieb ein Engagement für fünf Jahre Fremdenlegion. Danach blieb Glauser eine Woche in der Kaserne Strassburg. In seinen Erinnerungen daran heisst es: «In der Kaserne in Strassburg war es sehr gemütlich. Die französischen Soldaten, alles junge Kerle, die den Krieg nicht mitgemacht hatten, bewunderten uns ein wenig. Uns: Das heisst vier deutsche Spartakisten, die mit Mühe über die Grenze geflohen waren, und Lerch, einen österreichischen Funker, der mit seinem letzten Gelde bis Kehl gefahren war und auf eine schnelle Karriere in der Legion hoffte.» Im Mai holten zwei Korporäle und ein Adjutant aus Sidi bel Abbès die frisch eingekleideten Rekruten ab und reisten über Metz nach Marseille. Acht Tage später schifften sie morgens um 5.00 Uhr auf dem Dampfer «Sidi Brahim» zur Überfahrt nach Oran ein, wo Glauser Cleman, seinen ersten Kameraden, kennenlernte.

#### Sidi bel Abbès

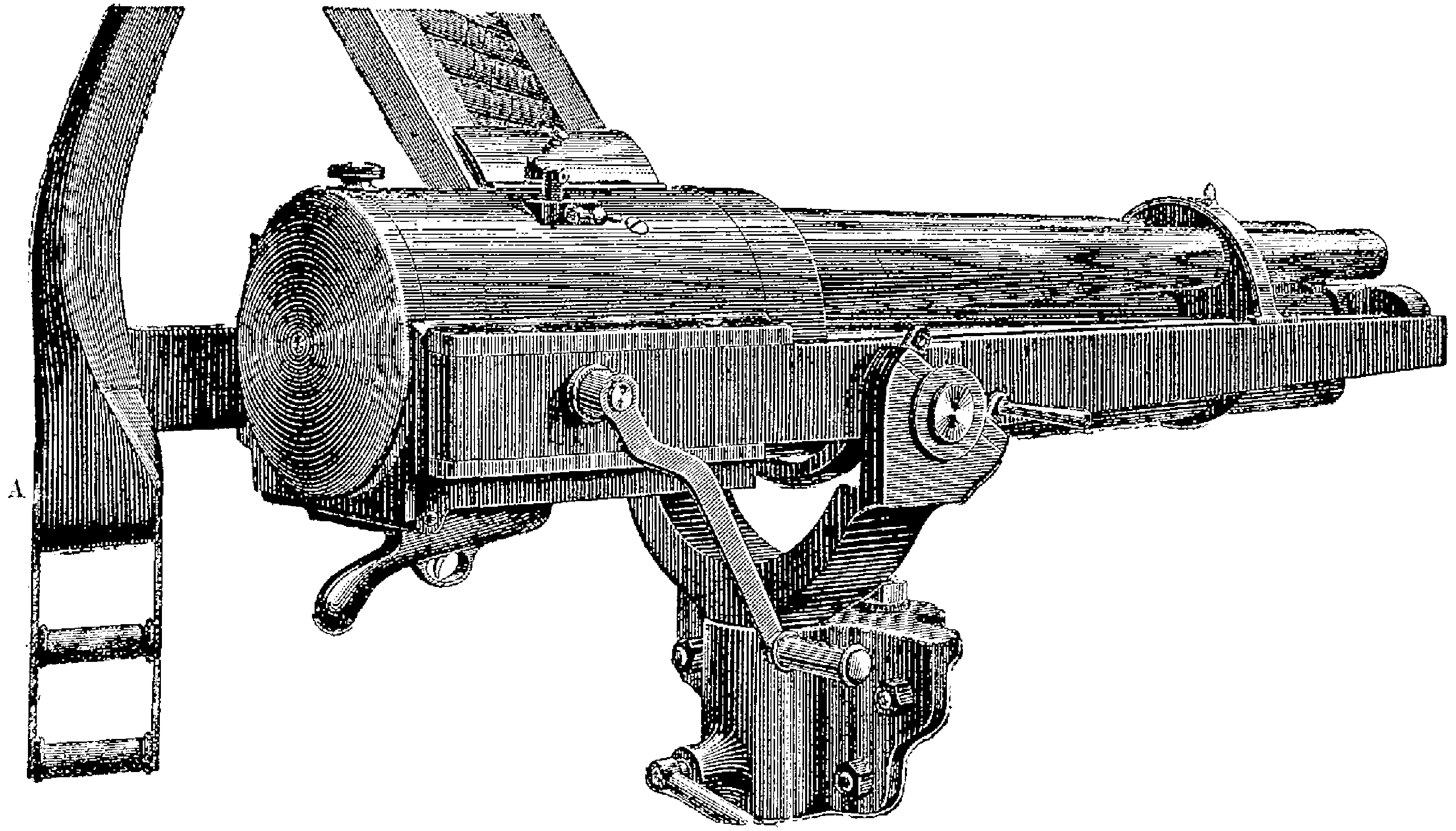
Die Mitrailleuse Hotchkiss, an der Glauser ausgebildet wurde

Mitte Mai 1921 traf Glauser in Algerien ein und reiste mit Cleman von Oran aus zur Garnisonsstadt Sidi bel Abbès. Von dort aus schrieb er am 1. Juni an Emilie Raschle nach Baden: «Liebe Maugg, verzeih mir bitte, wenn ich dir noch einmal schreibe. Aber mein Weggang von dir ohne Abschied und ohne Dank drückt mich. […] Ich weiss, dass ich viele Dummheiten gemacht habe, dass ich dich gekränkt und getäuscht habe. […] Ich hielt es nicht mehr aus in der Schweiz. […] Schliesslich ist die Fremdenlegion, abgesehen von der militärischen Prinzipienfrage (vielleicht der einzige Punkt, der mir innerlich zu schaffen gibt und den ich zu lösen suche, auf meine Art), noch hundertmal vorzuziehen einem Aufenthalt in einem Schweizer Irrenhaus ober einer Korrektionsanstalt. Und dann habe ich Europa so satt, dass ich in meiner Freizeit selten mit meinen Kameraden ausgehe, sondern die Araber besuche und versuche, ein wenig ihre Sprache zu kauderwelschen. […] Vorläufig ist der Dienst nicht streng, und was ich in den anderen Compagnien sehe, macht nicht den Eindruck, den die Schweizer Armee mit ihrer stupiden Drill-Disziplin auf mich gemacht hat. Die Verpflegung ist sehr gut. Mittags und abends Fleisch, morgens nur Caffee und Brot. Sonntags Dessert. Gekleidet sind wir in alte amerikanische Uniformen, Breeches und gutsitzende Waffenröcke, Wickelgamaschen, gelbe Reitkrawatte und Mütze. Nächsten Monat bekommen wir Leinenkhaki-Uniformen und grosse Korkhelme. […] Vom cafard, der typischen Melancholie, die hier grassiert, spreche ich nicht. Mich packt sie oft, besonders jetzt, wo man noch unbeschäftigt ist. […] Sidi Bel-Abbès, unsere Garnison, ist eine kleine Provinzstadt, gross wie ein Berner Bauerndorf. Das europäische Viertel ist dumm und protzig, wie die Leute, die es bewohnen. Abwechslung bringen einzig die Araber und die kleinen Schuhputzerjungen, die treue Hundeaugen haben und aufdringlich sind wie die Fliegen, die meine grösste Plage sind. Im Araberviertel trinke ich in kleinen Kaffeestuben stark gezuckerten und aromatisierten Tee, der in kleinen Tassen präpariert wird und nur fünf Sous kostet.» Glauser kam in die Unteroffiziersschule zur Abteilung der Maschinengewehre, wo er vier Monate später zum Korporal ernannt wurde. Seine Ausbildung schildert er wie folgt: «Der Dienst war lächerlich leicht. Von 5.30 morgens bis 9.00 Uhr vor den Stadtmauern exerzieren, Theorie, Auseinandernehmen und Zusammensetzen der Mitrailleuse Hotchkiss. ‹La mitrailleuse Hotchkiss est une arme automatique fonctionnant par l’échappement de gaz.› Dieser Satz wird mir sicher noch auf dem Totenbett einfallen, wenn ich verzweifelt nach einem Gebet suchen werde.» Dazwischen musste er auf Wache im Militärgefängnis oder besuchte in der Freizeit das «Village nègre», das «Dorf der billigen Lust». Am 21. Juni stiess Glauser zu seiner Truppe, wurde Sekretär des Hauptmanns und war im Fourierdienst tätig. Seine neue Adresse lautete: «Maschinengewehrcompagnie/1. Fremdenregiment».

#### Sebdou

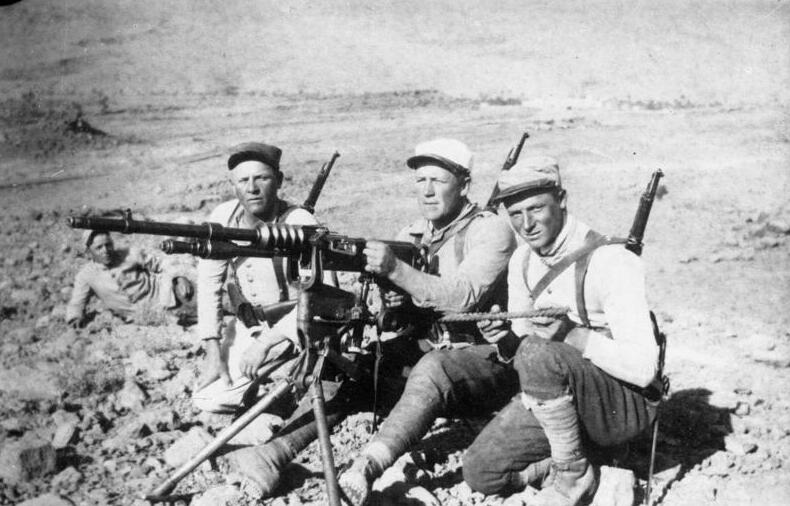
Fremdenlegionäre in Marokko, 1920

Im Sommer 1921 blieb Glauser mit Cleman zusammen in Algerien. Das ganze Bataillon wurde aber nach Sebdou, rund 150 Kilometer südwestlich von Sidi bel Abbès, verlegt und dort einquartiert. Es herrschte Langeweile, und eine Desertationsepidemie ergriff Teile der Truppe; Glauser selbst beteiligte sich nicht dabei. Es folgte eine Strafversetzung des Bataillons nach Géryville, einer Garnison mitten auf einem Hochplateau in 1500 Metern Höhe. Die Verschiebung dauerte vom 17. bis zum 26. Dezember. Zuerst marschierte die Einheit von Sebdou bis Tlemcen, dann fuhr sie mit der Eisenbahn über Sidi bel Abbès nach Lamoricière. Danach ging es zu Fuss der Eisenbahnlinie entlang bis nach Aïn-Fecam. Von dort über Saïda nach Bou-Ktoub wieder mit dem Zug. Den letzten Teil der Marschroute von Bou-Ktoub nach Géryville schildert Glauser in einem Brief an seinen Vater: «Von hier waren es noch 108 Kilometer zu Fuss mit vollem Tornister bis Géryville. Dieser Tornister ist etwas leichter als der schweizerische, aber trotzdem unbequem zu tragen. Am 23. Dezember weiter durch flaches und ödes Land. Es ist das Bled. Grauer Sand, Büschel von Alfagras, kein Wasser, ganz in der Ferne im Süden Berge. Dort hinten, sagt man uns, liege Géryville. Wir marschieren als letzte Compagnie in unserem Bataillon. Alle fünfzig Minuten machen wir halt. Fast jeder von uns trägt harte amerikanische Schuhe, die uns die Füsse wundreiben. Viele Leute sind krank. Wir haben keine Socken, der Sold genügt nicht, um welche zu kaufen. Man fabriziert sich russische Socken mit Stofflappen. Schon am ersten Abend ist die ganze Compagnie eine Versammlung von Hinkenden. Unterwegs gibt es einen langen Halt für das Essen: Affenfleisch, dünnfaseriges Büchsenfleisch, schwarzer Kaffee und ungekochte Makkaroni, denn die französische Armee scheint nicht zu wissen, dass es Feldküchen gibt. Am anderen Tag marschieren wir um 11 Uhr in der prallen Sonne, die ungekochte Nahrung treibt uns den Bauch auf. Die Jungen leeren ihre Feldflaschen. Resultat: Durchfall und Kolik. […] Morgens 4 Uhr Aufbruch. Wind, Schnee, 48 Tageskilometer vor uns – zunächst eine Etappe von 30 Kilometern mit einer Tasse Kaffee im Bauch. – Um 4 Uhr kommen wir in Géryville an.» Diesen Marsch hat Glauser 1935 auch in der Fieberkurve eingebaut, als Wachtmeister Studer (auf derselben Route wie Glauser während der Verlegung) auf einem Maultier die Stadt erreicht: «Noch eine Pfeife, das Béret über die Ohren gezogen, dann aufgesessen. Hinten am Sattel war ein gerollter Schlafsack aufgeschnallt. Darin steckten: ein Pyjama, zwei Hemden, zwei Paar Socken, Toilettenzeug […] Man war mit neunundfünfzig Jahren bereit, es den Legionären gleichzutun […] Gott sei Dank setzte der Schneesturm erst ein, als Géryville schon in Sicht war.»

#### Géryville

Brunnen in Algerien, ca. 1889

Im Dezember 1921 erreichte Glauser mit seiner Truppe Géryville, das nach der französischen Kolonialzeit El Bayadh genannt wurde. In seiner Legionsnovelle Der Hellseherkorporal beschreibt Glauser den abgelegenen Ort in der algerischen Hochebene folgendermassen: «Géryville liegt auf einem Hochplateau, ganz im Innern Algeriens. Und das Plateau selbst liegt eineinhalbtausend Meter über dem Mittelländischen Meer, wie dies von der Aufschrift einer Steinsäule bezeugt wird, die inmitten des grossen Kasernenhofes steht. Die Kaserne selbst ist in einem von Franzosen erfundenen maurischen Stil erbaut, besitzt sehr viele unmotivierte Hufeisenbogen und ein flaches Dach, das von niemandem benutzt wird. Begreiflich: im Winter toben dort oben Schneestürme, wie man sie heftiger kaum in den Alpen erwarten darf, und im Sommer brennt die Sonne mit dermassen überzeugender Gewalt, dass keiner von den Offizieren Lust hat, sich dort oben einen Sonnenstich zu holen. Übergangsjahreszeiten, wie es Frühling und der Herbst bei uns sind, gibt es in Géryville nicht. Das Klima ist extrem und hat auch die Einwohner in seinen Rhythmus gezwungen. […] In Géryville ist das Europäerviertel nicht scharf vom Araberviertel getrennt. Denn allzu gering ist die Zahl der Weissen; das Städtchen ist nicht einmal eine Sous-préfecture, nur Offiziere wohnen dort, die beiden grösseren Lebensmittelgeschäfte werden von spanischen Juden geführt, die sich nicht zu den Franzosen zählen dürfen.» Auch hier herrschte, wie schon in Sebdou, die Langeweile des Garnisonslebens. Glauser meldete sich beim Truppenarzt wegen auftretender Herzprobleme, wurde ins Büro versetzt und war oft krankgeschrieben. Ende März 1922 wurden zwölf Freiwillige für Marokko gesucht. Im Mai rückten die ausgewählten Männer, unter denen auch Glauser war, zu Fuss über das Hochplateau bis zur nächsten Bahnlinie. Dort ging es im Zug weiter. Bei einem Halt kam ein neues Détachement dazu. Angekommen in Colomb-Béchar, wurden die Legionäre auf Saurer-Lastwagen durch die Sahara nach Bou-Denib transportiert. Von dort mussten sie zu Fuss weiter bis zu dem verlassenen Posten Atchana, wo bereits eine Sektion der neuen Kompanie sie erwartete. Je zu zweit, mit einem beladenen Maultier, marschierte die Truppe dann bis zum Aussenposten Gourrama.

#### Gourrama

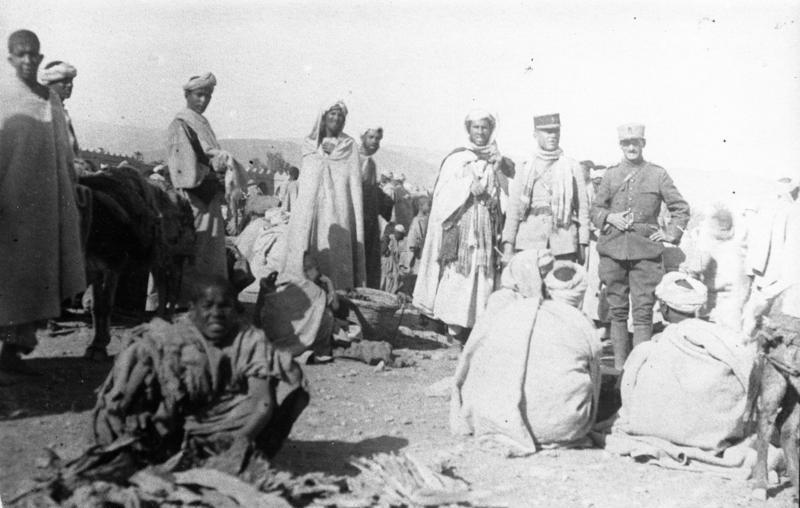
Fremdenlegionäre mit Einheimischen, 1920

Vom Mai 1922 bis zum 13. März 1923 blieb Glauser in Gourrama. Der Aussenposten der Legion im Süden Marokkos zwischen Bou-Denib und Midelt lag neben zwei Berberdörfern, und in der Ferne wuchsen rote Sandsteinberge in die Höhe. Zum Bataillon von beinahe 300 Mann, das (wie im Buch) von einem Capitaine Chabert kommandiert wurde, gehörte auch eine berittene Kompanie mit Maultieren. Die Aufgaben der Legionäre beschränkten sich auf das Exerzieren, Schiessübungen und Ausmärsche. Zudem mussten sie bei Bedarf einen Zug mit Lebensmitteln beschützen, da Räuberbanden (Dschischs) die Gegend unsicher machten. Bei der ersten ärztlichen Untersuchung wurde Glauser für marschuntauglich erklärt und kam daraufhin erneut zur Administration, wo er die Verantwortung für die Lebensmittel und etwa 200 Schafe und 10 Rinder übernahm. Allerdings mogelte er bei Gewichten, gab unerlaubt Essensrationen ab und manipulierte die Buchhaltung mit Einwilligung von Vorgesetzten. Aus Angst vor möglichen Konsequenzen begann Glauser Alkohol im Übermass zu trinken. Als er eines Tages leichten Arrest bekam, unternahm er einen Selbstmordversuch, indem er sich mit einem Blechdeckel das Ellbogengelenk aufschnitt. Daraufhin kam er ins Lazarett nach Rich. Als sein Arm geheilt war, kehrte er wieder zurück nach Gourrama. Am 16. Oktober 1922 schrieb Glauser einen Brief an seinen Vater: «Im Mai verliess ich Géryville mit einer kleinen Abteilung, die zwei berittenen marokkanischen Compagnien zugeteilt war. Ich kam zur zweiten, die in Gourrama einquartiert ist. Ich habe in diesen sechs Monaten viele Abenteuer erlebt und Verzweiflungsanfälle gehabt. Selbstmordversuch – der Tod wollte nichts von mir wissen. […] Zugegeben: Europa ist faul. Aber die Fäulnis, die du hier antriffst: der Hass von Soldat zu Soldat, die Verleumdung, die Bosheit, alles, was es Niedriges im Menschen gibt, das Fehlen jeder schönen Gebärde – das drückt einen unglaublich nieder.» Am 4. Dezember schrieb Glauser aus Atchana, wo er seit einem Monat zum Kalkbrennen abkommandiert war, seinen zweiten und letzten Brief aus der Legion an seinen Vater: «Mein lieber Papa! Ich musste durch die Hölle hindurch, durch die ich hindurchgegangen bin, um endlich den Weg zu finden und jene Ergebung, nach der ich strebte… […] Ich habe meine Versetzung zu einer anderen Compagnie verlangt, und der Arzt hat mich unterstützt. […] Ich schreibe dir mitten unter fünf Mann, mit denen ich das Lager teile und die andauernd schwatzen. Nach der Rückkehr nach Gourrama werde ich eingehender schreiben. Für den Augenblick frohes Fest in Mühlhausen, und denke an mich, wie ich an dich denke. Ich schicke dir ein Sonett, das ich kürzlich gemacht habe. Vielleicht wird es dir gefallen. Mir ist es sehr lieb.» Glausers Versetzung wurde hinfällig durch die Entlassung aus der Fremdenlegion: Mitte März 1923 musste er mit einem Camion nach Colomb-Béchar und von dort nach Oran ins «Fort Sainte-Thérèse», um sich einer Untersuchung zu unterziehen. Am Ende des Monats wurde er wegen Herzstörungen endgültig für dienstuntauglich erklärt: In Zivil eingekleidet trat er die Rückfahrt nach Europa mit fünf Franken Reisegeld und einem Billett bis an die belgische Grenze an.

### Nachspiel in Paris und Charleroi

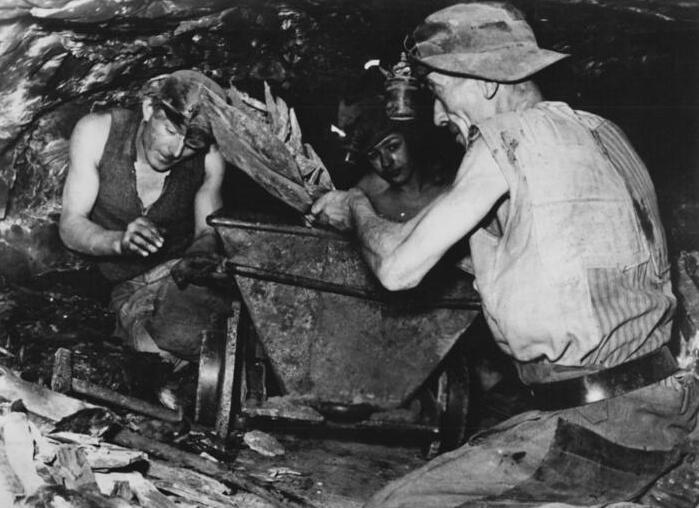
Nach der heissen Sonne Nordafrikas arbeitete Glauser im Dunkeln: Kohlebergbau untertags

Nach der Ausmusterung reiste Glauser zuerst nach Paris. Von dort schrieb er am 11. April 1923 an seinen Vater und erklärte ihm die neue Situation: «Mein lieber Papa, du wirst sicher erstaunt sein, plötzlich Nachricht aus Paris zu erhalten. Aber ich konnte nicht anders, als hierherkommen. Vor vierzehn Tagen war ich noch mit einer Abteilung der berittenen Compagnie ganz in der Nähe von Bou-Denib dabei, an der neuen Brücke zu arbeiten, als plötzlich die Meldung kam, ich solle nach Oran fahren, um mich einer Untersuchung auf Dienstuntauglichkeit zu unterziehen. […] Am 31. März wurde ich endgültig für dienstuntauglich Stufe 1 (ohne Rente, jedoch mit Recht auf ärztliche Behandlung) erklärt, wegen funktioneller Herzstörungen (Asystolie). Im April wurde ich ziemlich modisch in Zivil eingekleidet, und ich trat wie ein gewöhnliches Paket von 73 Kilo per Schiff die Fahrt nach Marseille an. In Oran hab ich angeben müssen, an welchen Ort ich mich begeben wollte, und da es den ehemaligen Fremdenlegionären untersagt ist, auf französischem Boden zu verweilen, hab ich Brüssel als neuen Aufenthaltsort angegeben. Und dies, weil Belgien mehrsprachige Angestellte für Belgisch-Kongo braucht. Denn ich will nicht in Europa bleiben, wo es mir keineswegs gefällt. Schon die wenigen Tage, die ich hier verbracht habe, ist es mir verleidet.» In Paris fand Glauser eine Anstellung als Tellerwäscher im «Grand Hôtel Suisse». Im September wurde ihm jedoch gekündigt, da er bei einem Diebstahl erwischt wurde. Daraufhin reiste er nach Belgien und erreichte Ende September Charleroi, wo er, unterbrochen durch einen Spitalaufenthalt infolge eines Malariarückfalles, bis zum September 1924 in einer Kohlengrube als Bergmann arbeitete. Kurz nachdem Glauser in Charleroi angekommen war, schrieb er an seine ehemalige Freundin Elisabeth von Ruckteschell: «Ich arbeite in der Grube, 822 Meter unter dem Erdboden, Nachtschicht, von 9 Uhr abends bis 5 Uhr morgens. Mein neuer Titel: hiercheur nuit, Lohn 22 frs pro Tag. […] Ich denke oft an dich Lison, und auch in der Legion glaubte ich oft, du würdest plötzlich kommen […] und mich mitnehmen, wie eine Fee; doch Feen haben geheiratet und sind glücklich [Elisabeth von Ruckteschell hatte im Frühjahr 1921 Glausers besten Freund Bruno Goetz in Florenz geheiratet]. Es ist gut so und es freut mich. Soll ich denken, dass ich mein Glück verpasst habe, wie ich so ziemlich alles verpasst habe. Was willst du; die schwarzen Kohlen färben auf den Geist ab.» Glauser verfiel wiederum dem Morphium, und es folgte sein vierter Selbstmordversuch, indem er sich die Pulsadern aufschnitt. Er wurde ins städtische Krankenhaus von Charleroi eingeliefert, wo er nach seiner Genesung als Pfleger arbeitete. Am 5. September entfachte er in einem Morphiumdelirium einen Zimmerbrand und wurde in die Irrenanstalt Tournai eingeliefert. Im Mai 1925 folgte dann die Rückschaffung in die Schweiz ins Psychiatriezentrum Münsingen. Seine Charleroi-Erfahrungen hatte Glauser 1938 kurz vor seinem Tod in einem Studer-Roman-Fragment verarbeitet.
1925 notierte Glauser im Lebenslauf für seinen zweiten Eintritt in Münsingen rückblickend auf die Zeit in der Legion: «Ich weiss wohl, dass ich viel gefehlt habe, willkürlich und unwillkürlich, dass einige, die mir Gutes wollten, durch mich gelitten haben und dass ich undankbar war, oft. Doch ich glaube, dass ich in den zwei Jahren Fremdenlegion einiges abgebüsst habe. Die Frage jedoch bleibt bestehen, wer die Waage hält der Fehler und der nachfolgenden Leiden, und uns ist es unmöglich, das endliche Gleichgewicht, das wohl am Lebensende sich einstellen sollte, vorauszusehen.»

## Publikationen

### Gourrama

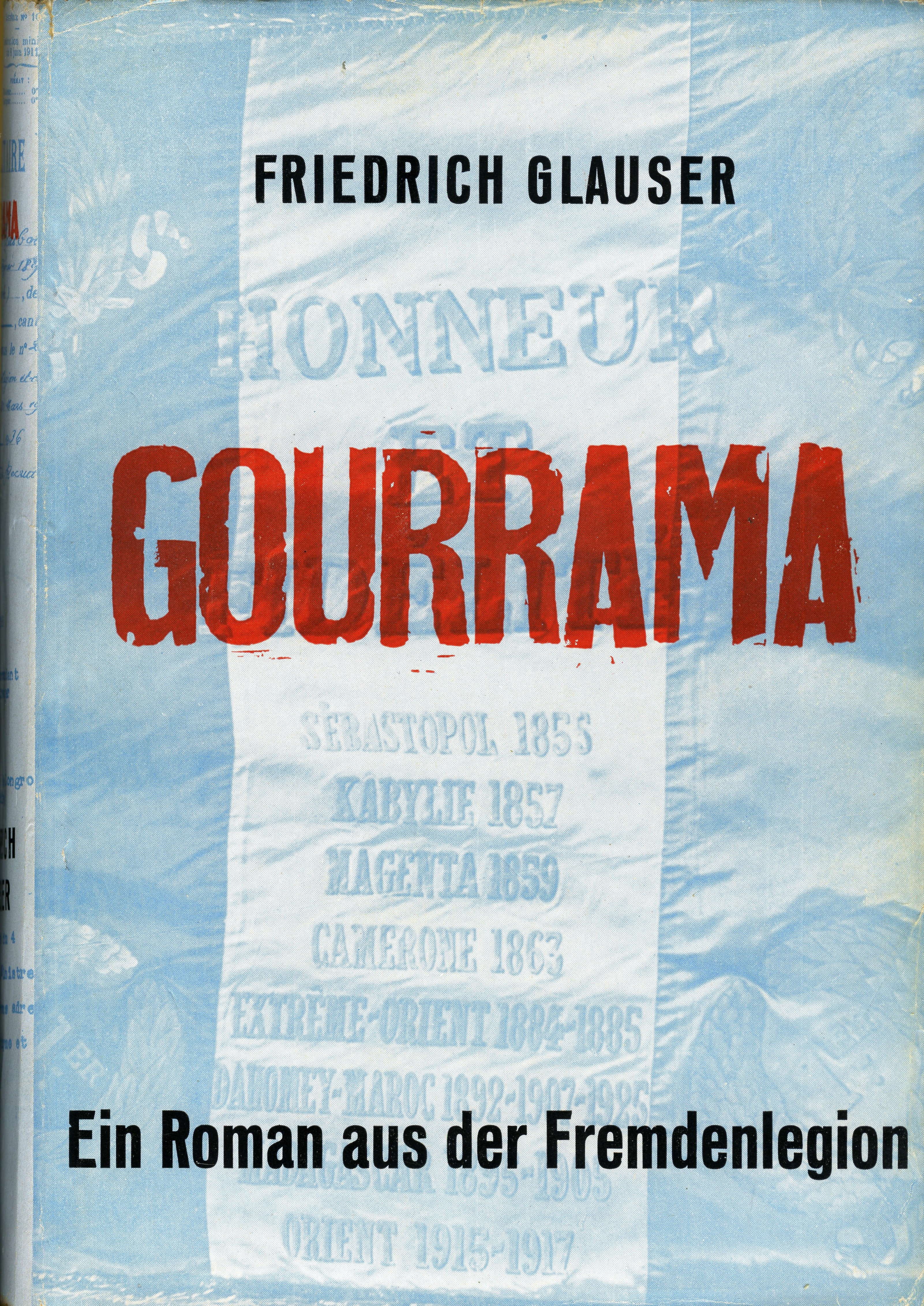
Gourrama in der Buchausgabe (mit Schutzumschlag) des Schweizer Druck- und Verlagshauses, Zürich 1941

Als Friedrich Glauser Gourrama im Frühjahr 1930 abgeschlossen hatte, begann die vergebliche Suche nach einem Verlag, der den Roman drucken würde. Die erste Absage kam vom Engelhorn Verlag, dann folgte Orell Füssli. Am 24. Oktober schrieb der Grethlein Verlag an Glauser: «Wir gestehen gerne, dass es sich bei Gourrama um eine anerkennungswerte Leistung handelt, und wir wären froh, wenn alle aus der Schweiz eingereichten Manuskripte eine so ursprünglich dichterische Anlage und Begabung aufwiesen. Trotz unseres Lobes können wir Ihnen aber im Augenblick nicht sagen, wie wir uns zur Drucklegung stellen, denn einerseits ist unser Programm für den Winter abgeschlossen, und andererseits ist die Wirtschaftslage des deutschsprachigen Büchermarktes eine derart katastrophale, dass die schönsten Bücher kaum noch Käufer finden. […] Vielleicht aber dürfen wir mit Ihnen wegen des Manuskriptes in der nächsten Zeit noch in Fühlung bleiben.»
Eine weitere Absage kam von Adolf Guggenbühl von der Zeitschrift Schweizer Spiegel. Am 6. April 1931 schrieb Glauser diesbezüglich resigniert an Max Müller: «Ich habe lange mit Guggenbühl über diesen Roman gesprochen, und er machte mir auch den Vorwurf, er sei so unbefriedigend. Seine Lektüre sei so, meinte er, wie wenn man mit einem Mädchen lange Zeit zusammen sei und es komme dabei nur zu Küssen und Liebkosungen, ohne sexuelle Befriedigung. Dann gerate man auch in einen Zustand der Gereiztheit und des Unbefriedigtseins, eben weil in dem Roman keine Steigerung und kein rechter Schluss vorhanden sei. Mit anderen Worten gesagt: Der Roman macht den Eindruck der Impotenz, so habe ich mir’s wenigstens ausgelegt und ich glaube, Guggenbühl hat dabei nicht ganz unrecht. Ob ich’s übers Herz bringe, den Roman noch einmal auf das hin zu überarbeiten, weiss ich nicht, ich glaube kaum, er ist abgeschlossen, und wenn ich ihn nicht anbringe, so schadet es wenig, es war eine gute Übung.» Trotz dieser Worte versuchte Glauser den Legionsroman weiter bei Verlagen unterzubringen. Es kamen jedoch erneute Absagen vom Rowohlt- und Ullstein Verlag. Entmutigt gab Glauser diesmal auf und begann mit seinem zweiten Roman Der Tee der drei alten Damen.
Als Glauser Ende 1935 bei der Lesung im «Rabenhaus» Josef Halperin kennenlernte, zeigte dieser Interesse am Gourrama-Manuskript, fand jedoch ebenfalls keinen Verleger. Am 29. Februar 1936 schrieb Glauser ihm: «Lieber Halperin, also mit dem Legionsroman ist es Essig. Oprecht hat sehr freundlich geschrieben, aber Fremdenlegion interessiere verlagstechnisch nicht, die deutschen Verlage hätten mit Legionsgeschichten immer schlechte Erfolge gehabt und so weiter und so weiter. Es hat mich nicht gewundert. Ich habe den Anfang wieder gelesen und war gelinde entsetzt. Dass man einmal ein so wüstes Deutsch hat schreiben können! […] Man müsste die ganze Sache anders machen. Der Anfang ist viel zu langweilig, zu schwer…» Im Frühjahr 1937 allerdings änderte sich die Situation unverhofft: Halperin war in die Redaktion der Wochenzeitschrift ABC eingetreten und wollte den Roman nun drucken. Sehr schnell begann man mit der Überarbeitung, und Glauser sollte 70 Seiten kürzen. Unter anderem wurde auch das Gespräch zwischen Todd und Schilasky über Homosexualität weggelassen. Glauser schrieb dazu am 31. Mai 1937 an Halperin: «Kürzen… Ich hab ein wenig Angst, auch für Sie, dass nämlich während der Publikation – und besonders, wenn Sie den Roman so drucken, wie er ist – Ihnen einige Abonnenten abschnappen werden. Ja, vergessen Sie nicht, dass wir in der Schweiz sind. Wie Schweizer auf Homosexualität reagieren, das brauch ich Ihnen ja nicht zu erzählen» (die Passage wurde erst wieder in der Ausgabe des Limmat Verlags von 1997 eingefügt). Bereits im März meldete Glauser diesbezüglich an Martha Ringier: «Mein ‹Legionsroman›, mein Schmerzenskind, soll gedruckt werden. […] Ich hab ihn gestern nach urlanger Zeit wieder gelesen und war aufrichtig erstaunt: Er hat Tempo, liest sich gut. […] Ein wenig Angst für Halperin hab ich, dass er damit Unannehmlichkeiten bekommt – die Schweizer sind ja in erotischen Sachen so ‹grenzenlos borniert›, dass es wohl Reklamationen hageln wird.»

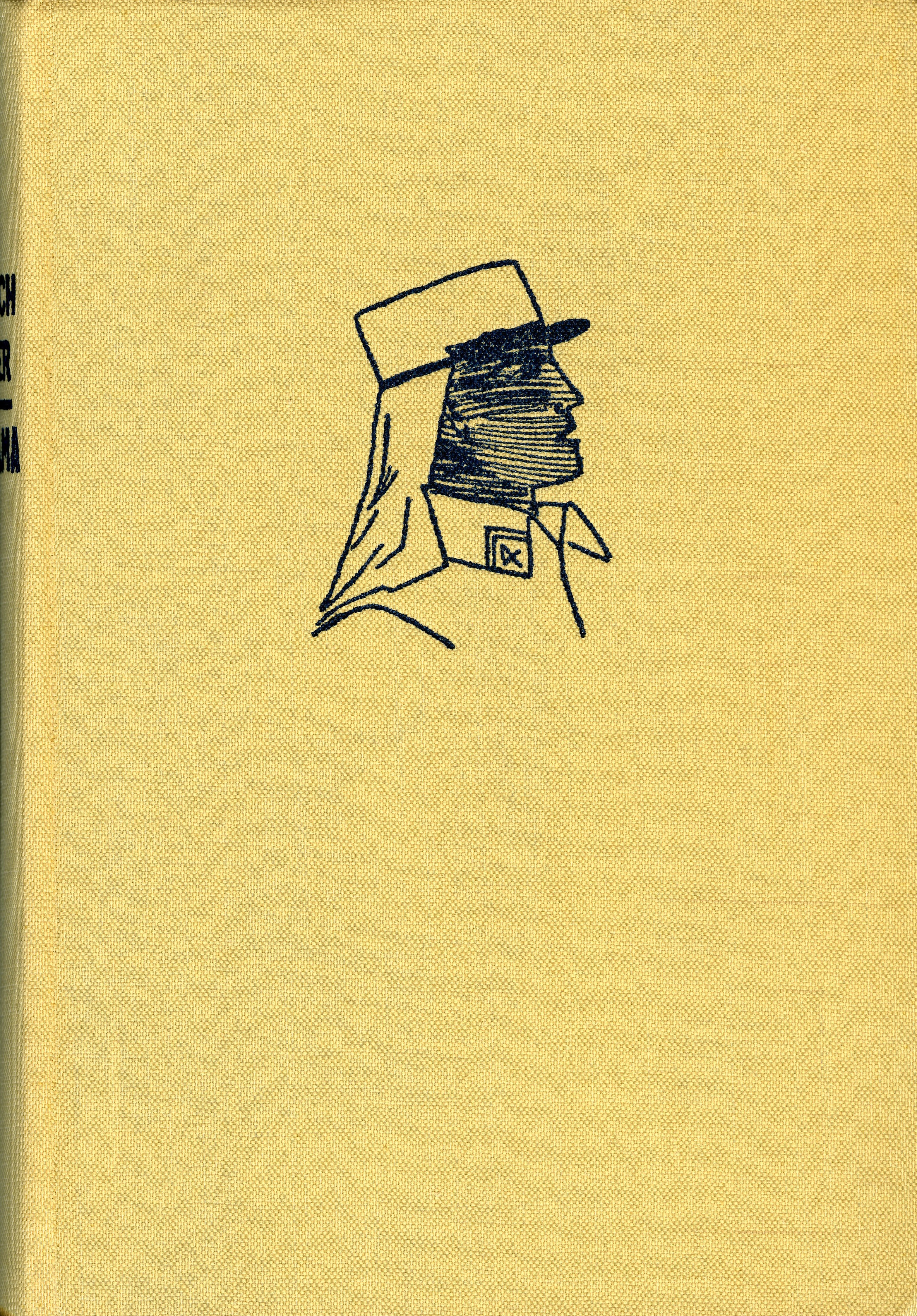
Gourrama in der Buchausgabe (ohne Schutzumschlag) des Schweizer Druck- und Verlagshaus, Zürich 1941. Wiederum mit den «falschen» Schirmmützen

Am 5. August 1937 erschien schliesslich die erste Folge von Gourrama in der Zeitschrift ABC mit Zeichnungen von Cornelia Forster. Glauser war zufrieden, beanstandete jedoch die Illustrationen. Am 6. August schrieb er unter anderem an Halperin: «Die Leiste der Cornelia ist schön, aber warum hat sie mich nicht angefragt wegen der Uniformen? Seit siebzehn Jahren trägt die Legion nicht mehr diese Kinouniform. Sag ihr doch bitte, wir hätten Korkhelme (Tropenhelme) getragen, dazu amerikanische Khakiuniformen, Breeches (richtig auf der Seite zugeknöpfte Reithosen), Wadenbinden bis zum Knie, den Uniformrock in die Hosen gestossen und darüber eine weisse, sieben Finger breite, Flanellbinde. Also Polizeimütze oder Tropenhelm. Nur um Gottes willen nicht diese Schirmmützen mit dem Nackenschutz!» Leider blieb die Erstpublikation von Gourrama Fragment, da am 25. März 1938 das ABC mit der Nummer 6 im zweiten Jahrgang sein Erscheinen einstellen musste. Glauser-Biograph Gerhard Saner notierte über das Ende der Zeitschrift: «Daran, so gab mir sein Herausgeber Harry Gmür gut 30 Jahre später zu verstehen, sei indirekt auch der Roman schuld gewesen, weil er wenig Handlung habe und sich für eine Zeitung nicht eigne.»
Im November 1938 schrieb Glauser kurz vor seinem Tod aus Nervi noch an Alfred Graber: «Nun würde ich diesen Roman gerne einmal vollständig gedruckt sehen, und Sie können ihn ohne weiteres haben. Wenn Sie ihn wollen. Da wäre er wenigstens einmal erschienen. […] Mit dem Thema hätten Sie, glaube ich, Erfolg, denn – diesmal ohne zu renommieren – Ich habe versucht, das Thema ganz anders zu gestalten als gewöhnlich. Handlung enthält er, doch keine ‹Abenteuerromanhandlung›, sondern eine andere. Ich will gestehen, dass ich damals sehr von Proust beeinflusst war, und dass man dies wohl merken wird.» Zu einer Buchausgabe, wie Glauser es sich wünschte, kam es zu seinen Lebzeiten jedoch nicht mehr. Ein halbes Jahr nach Glausers Hinscheiden schrieb die Alleinerbin Berthe Bendel im Mai 1939 diesbezüglich an Halperin: «Ich habe einfach Angst, dass in einem Krieg das Manuskript (auch wenn es in mehreren Exemplaren vorhanden ist) verloren gehen könnte. Und dann wäre ein wunderbares Werk, ein einzigartiges Werk der Literatur unwiederbringlich dahin, nicht mehr zu ersetzen. Wogegen es in Buchform eben auch einen Krieg überleben würde.» Tatsächlich zeigte der Morgarten Verlag Interesse. Friedrich Witz, der zwar den Abdruck in der Zürcher Illustrierten wegen der freizügigen sexuellen Schilderungen ablehnte, empfahl im August 1939 das Buch in einem Gutachten an den Verlag und begründete den Vorzug einer Buchausgabe gegenüber einer Fortsetzungsgeschichte in der Zeitung wie folgt: «Nach dem Buch greift der, dem der Name ‹Glauser› etwas bedeutet und der eine bestimmte Urteilsfähigkeit mitbringt, die Zeitung aber kommt in die Hand vieler Leute, urteilsloser und jugendlicher, vor allem auch voreingenommener, selbstgerechter Leute, und infolgedessen würde ein Abdruck der ‹Gourrama›-Arbeit Glausers in gewissen Kreisen der Zürcher Illustrierten-Leserschaft einen Entrüstungssturm entfachen.» Die Buchpublikation von Gourrama erfolgte schliesslich 1940, allerdings durch das Schweizer Druck- und Verlagshaus in Zürich in einer Erstauflage von 6000 Stück. 1941 wurde bereits eine zweite Auflage gedruckt.

### Legionserzählungen
Neben der Internierung in psychiatrischen Anstalten war die Fremdenlegion wahrscheinlich eines der einschneidendsten Erlebnisse in Glausers Leben. Dies schlug sich auch in etlichen seiner Arbeiten nieder: Neben Gourrama liess er die Erfahrungen aus der Legionszeit in 18 weiteren Erzählungen aufleben. Nachdem er 1925 aus Belgien in die Schweiz zurückgeschafft und ins Psychiatriezentrum Münsingen eingeliefert worden war, waren die ersten beiden Texte, die er seit 1921 geschrieben hatte, Der Kleine Schneider und Mord; beides Legionsgeschichten. Erstere hatte Glauser dann bei der Niederschrift von Gourrama im 6. Kapitel praktisch 1:1 übernommen. Nachdem Gourrama keinen Verleger gefunden hatte, änderte er ab 1933 weitere Teile aus dem Roman leicht um, damit er sie als Kurzgeschichten in der Presse publizieren konnte. So übertrug er 1933 die Gourrama-Episode des Mordes an Leutnant Seignac in die Erzählung Der Tod des Negers, Stoff und Personal des 7. Kapitels «Der Marsch» wurden im selben Jahr als Marschtag in der Legion veröffentlicht. 1935 bearbeitete Glauser dann das 1. Kapitel «Der vierzehnte Juli» und das 3. Kapitel «Zeno» für Zeitungen. Eine besondere Beachtung verdient der Text Kif aus dem Jahre 1937: Bereits im 3. Kapitel von Gourrama tauchte die erste Beschreibung einer Kif-Szene auf, 1931 dann in Der Hellseherkorporal. Noch ausführlicher wurde Glauser mit diesem autobiographischen Erlebnis, das er in Sidi bel Abbès gemacht hatte, im zweiten Wachtmeister-Studer-Roman Die Fieberkurve, in der Wachtmeister Studer während seinen Ermittlungen in Nordafrika Haschisch raucht. Am 12. September 1937 fragte man Glauser an, ob er sich mit einem kurzen Beitrag an der Radio-Sendereihe «Länder und Völker» beteiligen würde. Er sagte zu, schrieb daraufhin die Erzählung Kif und kam am 18. November ins Studio der Radiogesellschaft Basel, um den Text aufzunehmen. Die Originalaufnahme dieser Erzählung ist das einzige Tondokument, das es von Friedrich Glauser gibt. Zu seinen Lebzeiten wurde es nicht mehr gesendet.

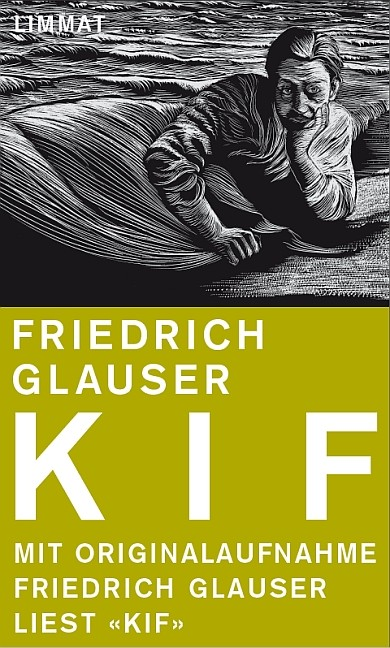
Die Legionserzählung Kif in der Ausgabe des Limmat Verlages

Ausschnitt aus Kif, gelesen von Friedrich Glauser am 18. November 1937ⓘ
| Titel                       | Entstehung | Erstdruck                                                | Kurzinhalt |
| --------------------------- | ---------- | -------------------------------------------------------- | --- |
| Der kleine Schneider        | 1925       | Der kleine Bund (1925)                                   | Schilderung eines Arbeitstages beim Kalkbrennen, an dessen Ende der Legionär Schneider aus Verzweiflung Selbstmord begeht                                                              |
| Mord                        | 1925       | Illustrierte Luzerner Chronik (1926)                     | In der Garnisonsstadt Sidi bel Abbès wird ein Rekrut von einem Kameraden ermordet, damit dieser mit dem gestohlenen Sold desertieren kann                                              |
| Der Hellseherkorporal       | 1931       | Der kleine Bund (1931)                                   | Ein in Géryville stationierter Korporal entdeckt seine hellseherischen Fähigkeiten und kann so eine interne Revolte gegen das Bataillon verhindern                                     |
| Im afrikanischen Felsental  | 1931       | Schweizer Spiegel (1932)                                 | Chronologische Zusammenfassung und Reflexion von Glausers Erlebnissen und Erfahrungen in den zwei Jahren Fremdenlegion                                                                 |
| Der Tod des Negers          | 1933       | Der kleine Bund (1933)                                   | Glausers schwarzer Legionskamerad Seignac wird umgebracht, nachdem dieser dem Offizier Farny zur Flucht aus der Fremdenlegion verholfen hat                                            |
| Marschtag in der Legion     | 1933       | Der kleine Bund (1933)                                   | Beschreibung eines Marschtages einer Mitrailleusesektion im südlichen Marokko aus der Sicht des Legionärs Todd, der in einem Kampf mit dem Vorgesetzten Hassa gipfelt                  |
| Der vierzehnte Juli         | 1935       | Basler National-Zeitung (1935)                           | Schilderung eines von Legionären improvisierten Varietéabends in Sebdou zu Ehren des französischen Nationalfeiertages                                                                  |
| Der 1. August in der Legion | 1935       | Der Bund (1935)                                          | Anstelle der Ausmarschübung aus Sidi bel Abbès erhalten die Schweizer Legionäre einen freien Tag, um ihren Nationalfeiertag zu organisieren und zu feiern                              |
| Zeno                        | 1935       | Beichte in der Nacht (1945)                              | Die unscheinbare junge Frau Zeno, die im Ksar vor Gourrama wohnt und den Legionären ihre Kleider wäscht, wird von Sergeant Sitnikoff als Schönheit erkannt und geheiratet              |
| Weihnachten in der Legion   | 1935       | Schweizer Mittelpresse (1935)                            | Auf dem Marsch nach Géryville lagert Glausers Bataillon am 24. Dezember inmitten eines Schneesturmes, während der «alte Guy» von einem Weihnachtstraum erzählt                         |
| Legion                      | 1936       | Der Schweizer Schüler (1937)                             | Bericht über die Fremdenlegion, Erlebnisse und den Posten Gourrama, den Glauser für einen Radiobeitrag für Jugendliche verfasste (die Radiosendung kam jedoch nicht zustande)          |
| Seppl                       | 1936       | Schweizerischer Tierschutzkalender (1938)                | Beschreibung eines Maulesels, an dessen Ende das Tier bei einem Überfall Glausers Leben rettet und dabei selber stirbt                                                                 |
| Ein altes Jahr              | 1936       | Basler National-Zeitung (1936)                           | Der Schweizer Legionär Baumann und der Russe Schilasky feiern den Silvester in Gourrama fernab der Truppe bei den Tieren des Postens                                                   |
| Kuik                        | 1937       | Zürcher Illustrierte (1938)                              | Ein Rekrut in Sidi bel Abbès wird wegen seines Soldes ermordet, woraufhin ein unschuldiger Soldat vor das Kriegsgericht soll. Mit einer List gelingt es, den wahren Täter zu entlarven |
| Colomb-Béchar – Oran        | 1937       | Zürcher Illustrierte (1937)                              | Als Glauser infolge seiner Ausmusterung mit dem Zug von Colomb-Béchar nach Oran reist, bestehlen seine Kameraden einen Mitreisenden                                                    |
| Ali                         | 1937       | Blick in die Welt – Jahrbuch der Schweizer Jugend (1938) | Die Jugenderzählung beschreibt die Erlebnisse des marokkanischen Berberjungen Ali, der nach einer Schlacht zum Sklaven wird und schliesslich Marschall Lyautey kennenlernt             |
| Kif                         | 1937       | Beichte in der Nacht (1945)                              | Die autobiographische Schilderung des Haschischrauchens in Sidi bel Abbès schrieb Glauser für die Radio-Sendereihe «Länder und Völker»                                                 |
| Eine Beerdigung             | 1937       | Gesprungenes Glas (1993)                                 | Ein Legionär wird auf dem Soldatenfriedhof von Gourrama begraben, nachdem er auf einem Marsch an Dysenterie gestorben ist                                                              |

### Die Fieberkurve

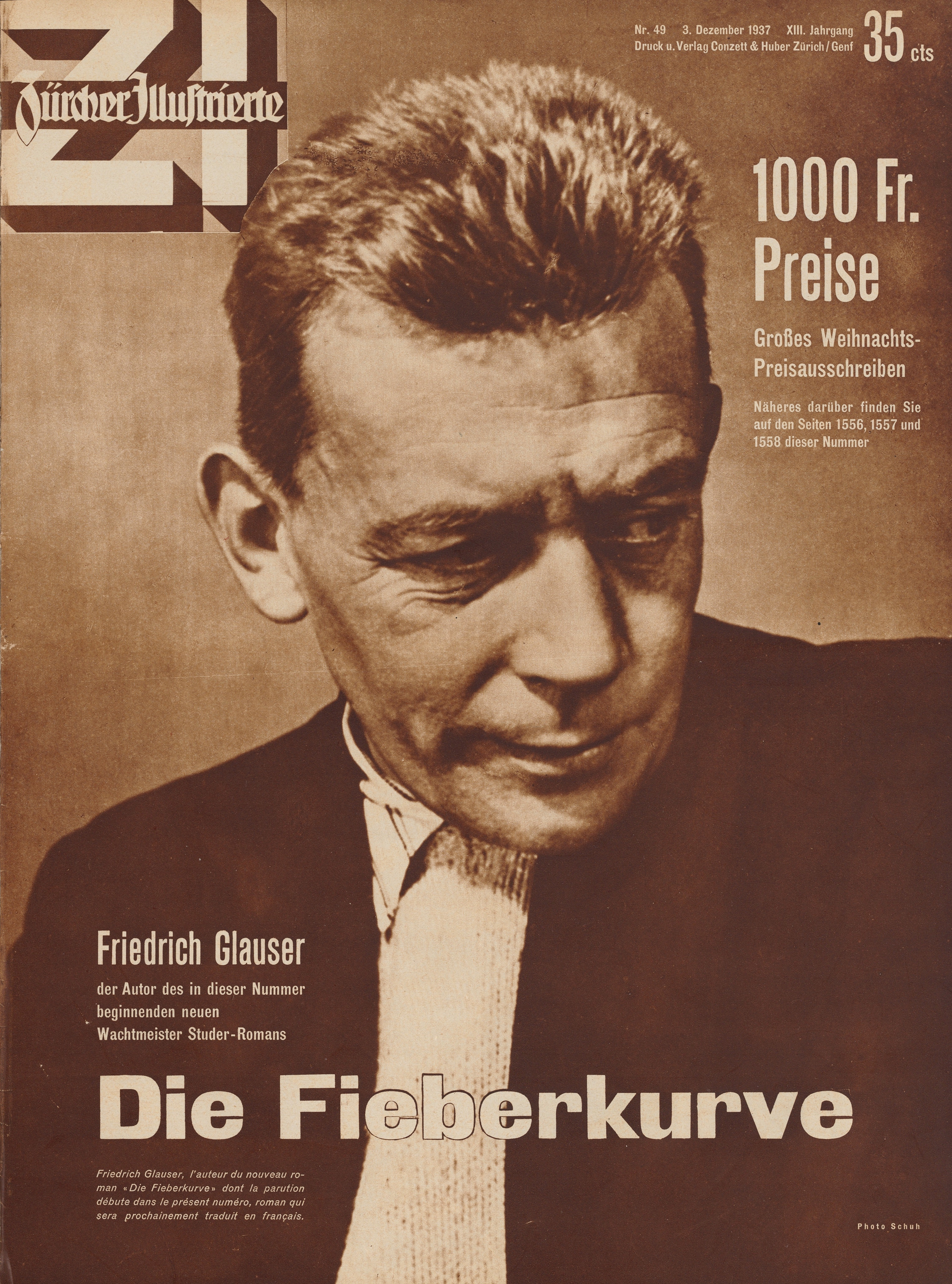
Erstdruck der Fieberkurve: Friedrich Glauser auf der Titelseite der Zürcher Illustrierten vom 3. Dezember 1937 (Foto: Gotthard Schuh)

1935 gelang Friedrich Glauser mit Schlumpf Erwin Mord endlich der lang ersehnte Durchbruch. Die Leser wollten mehr von Wachtmeister Studer, und Friedrich Witz schrieb an Glauser: «Wo immer ich hinkomme, muss ich Auskunft über diesen Glauser geben und tönt mir, ohne dass ich es heraufbeschwöre, ein Loblied über den Roman entgegen.» Angefeuert durch diesen Erfolg, wollte Glauser einen Folgeroman liefern und kam dabei auf die Idee, seine Erlebnisse aus der Fremdenlegion, die er erfolglos versucht hatte in Romanform zu publizieren, nun in den zweiten Studer-Krimi zu integrieren. Die Gedanken von Jakob Studer im dritten Kapitel sind so auch eine verklärte Reminiszenz an Glausers Zeit in der Fremdenlegion: «Fremdenlegion! Marokko! Die Sehnsucht nach den fernen Ländern und ihrer Buntheit, die, schüchtern nur, sich gemeldet hatte, damals, bei Pater Matthias’ Erzählung, sie wuchs in Studers Brust. Ja, in der Brust! Es war ein sonderbar ziehendes Gefühl, die unbekannten Welten lockten und Bilder stiegen auf – ganz wach träumte man sie. Unendlich breit war die Wüste, Kamele trabten durch ihren goldgelben Sand, Menschen, braunhäutige, in wallenden Gewändern, schritten majestätisch durch blendendweisse Städte. […] Das war Glück! Das war etwas anderes als das ewige Rapportschreiben im Amtshaus z’Bärn, im kleinen Bureau, das nach Staub und Bodenöl roch … Dort unten gab es andere Gerüche – fremde, unbekannte.» Wachtmeister Studers Ermittlungen in Die Fieberkurve führen diesmal tatsächlich weit über die Grenzen der Schweiz hinaus nach Nordafrika, und in kaum einem anderen Studer-Roman (abgesehen von Matto regiert) tauchen so viele Figuren aus Glausers bisherigem Leben auf. Dazu verwendete er auch Szenen aus seinen bisherigen Texten: So tauchen Motive und Personen wie der hellsehende Collani und Pater Matthias aus Der Hellseherkorporal auf. Auch Géryville lässt Glauser wieder aufleben, und der Schauplatz des einsamen Garnisonspostens Gourrama wird in der Fieberkurve gar Kulisse für das Finale.

## Rezeption
Als 1940 die Buchausgabe von Gourrama erschien, war das Presseecho bescheiden. Die Neue Zürcher Zeitung schrieb unter anderem: «Ein Roman im üblichen Sinn ist ihm [Glauser] zwar kaum geglückt. Eher hat man hier einen gut beobachteten und mit Temperament geschriebenen, streckenweise allerdings etwas breit gewälzten und in der Charakteristik einzelner Typen zu monotonen Tatsachenbericht vor sich, wobei es angenehm auffällt, dass der Autor auf jede dick aufgetragene Tendenz zugunsten oder zum Nachteil der Fremdenlegion verzichtet.» Josef Halperin bemängelte, «dass Gourrama der charakteristische Mangel des Romanerstlings anhaftet, dass das Persönliche das Literarische dominierte». Es sollte mehrere Jahrzehnte dauern, bis der Roman von der Literaturkritik ernst genommen wurde. 1988 lobte der Schriftsteller Peter Bichsel: «Friedrich Glauser gehört ganz und gar nur mir selbst. Ich habe ihn als Jüngling ganz allein entdeckt. Ich kaufte damals bei einem Trödler seinen Roman Gourrama. Es ist für mich immer noch eines der wichtigsten Bücher, die in diesem Jahrhundert in der Schweiz geschrieben wurden, weil es eines der schweizerischsten Bücher ist; es spielt in einer Aussenstation der Fremdenlegion, die Qualen des Legionärslebens werden als totale Langeweile geschrieben, eine kleine Schweiz in der Sahara. […] Der Mann, der Gourrama geschrieben hat, der Mann der Kuik und Kif geschrieben hat, der könnte eigentlich auch nicht in der Fremdenlegion gewesen sein; in den schrecklichsten Bildern bei Glauser schlägt immer wieder die Langeweile durch. Ich habe diese Erzählungen vor 30 Jahren gelesen, und ich habe mich jetzt an jede erinnert.» Und Bernhard Echte meinte in der Werkausgabe des Limmat Verlags von 1997: «So wird deutlich, dass das Werk ursprünglich ein stark persönlich gefärbter Entwicklungsroman war; in seinem Mittelpunkt stand ein junger Autor, der – wie es sich für ein richtiges Alter Ego gehört – stellvertretend für seinen Verfasser dessen lebensgeschichtliche, literarische, psychologische und metaphysische Erfahrungen zum Ausdruck zu bringen hatte. In der charakteristischen Art eines Erstlingsromans zielte das Buch dabei über die erzählten Inhalte hinaus und peilte ohne falsche Bescheidenheit das Ganze philosophisch-weltanschaulicher Erkenntnis an.»

## Theateradaption
2014 nahm der Theaterregisseur und Dramaturg Jonas Gillmann in Basel Gourrama als Basis für ein Theaterprojekt, indem er Glausers Roman Passagen entnahm und mit der heutigen Situation der Kontrolle, Ausgrenzung und Migration verglich.

## Musikalische Adaption
Das Glauser Quintett wurde 2010 von Daniel R. Schneider und Markus Keller gegründet und interpretiert seither Glausers Texte musikalisch und literarisch. Das Programm der musikalischen Lesungen enthält vor allem die «Glauser-Trilogie», bestehend aus den Kurzgeschichten Schluep, Knarrende Schuhe und Elsi – Oder sie geht um. Im Jahre 2016 nahm sich das Ensemble auch des Legionsromans an, indem es ausgewählte Episoden unter dem Titel Gourrama – Wie ein nasser Wolllappen steht er da vertonte; die Premiere fand am 15. September 2016 im sogar theater in Zürich statt. Der Tages-Anzeiger schrieb nach der Aufführung: «Nun hat das Glauser-Quintett die wechselnden Stimmungen dieses Buchs, das Peter Bichsel für den besten Schweizer Roman des 20. Jahrhunderts hält, in Klänge übersetzt. Es ist eine eigenartige und eigenwillige Musik, deren Konzept sich nicht sofort erschliesst, sondern peu à peu. Zunehmend hellt sie auf – wie die ernsten Gesichter der barfüssigen Musiker Daniel R. Schneider, Marin Schumacher, Andreas Stahel, Fredi Flückiger und des Rezitators Markus Keller, der in alemannisch gefärbter Aussprache Friedrich Glauser in den kleinen Raum des Sogar-Theaters zaubert. Nach 70 Minuten zeigte sich das Publikum von der Umsetzung angetan: Sie schafft es, ein literarisch-musikalisches Bild derart zu zeichnen, dass die Komplexität (und Verzweiflung) des Textes nicht nivelliert wird. […] Behutsam nähert sich das Glauser-Quintett dem Roman, um dessen Befindlichkeiten in Töne zu transformieren: mal schrill und isoliert, mal stramm und schnurstracks nach vorn eilend – Klarinetten und Flöten, Klavier und allerlei Perkussion bewegen sich in Arabesken um einen zentralen Text der Schweizer Literatur, der den ‹Diskurs in der Enge› nicht luxurierend beschwört, sondern aus purer Not. Am Schluss schluckt der Raum den letzten Ton, so wie es die Wüste mit den Legionären tut: ‹Der hochbeladene Bastsattel des letzten Küchentieres wurde kleiner, die Ebene verschluckte vorsichtig die Kolonne.›»

## Audioproduktionen

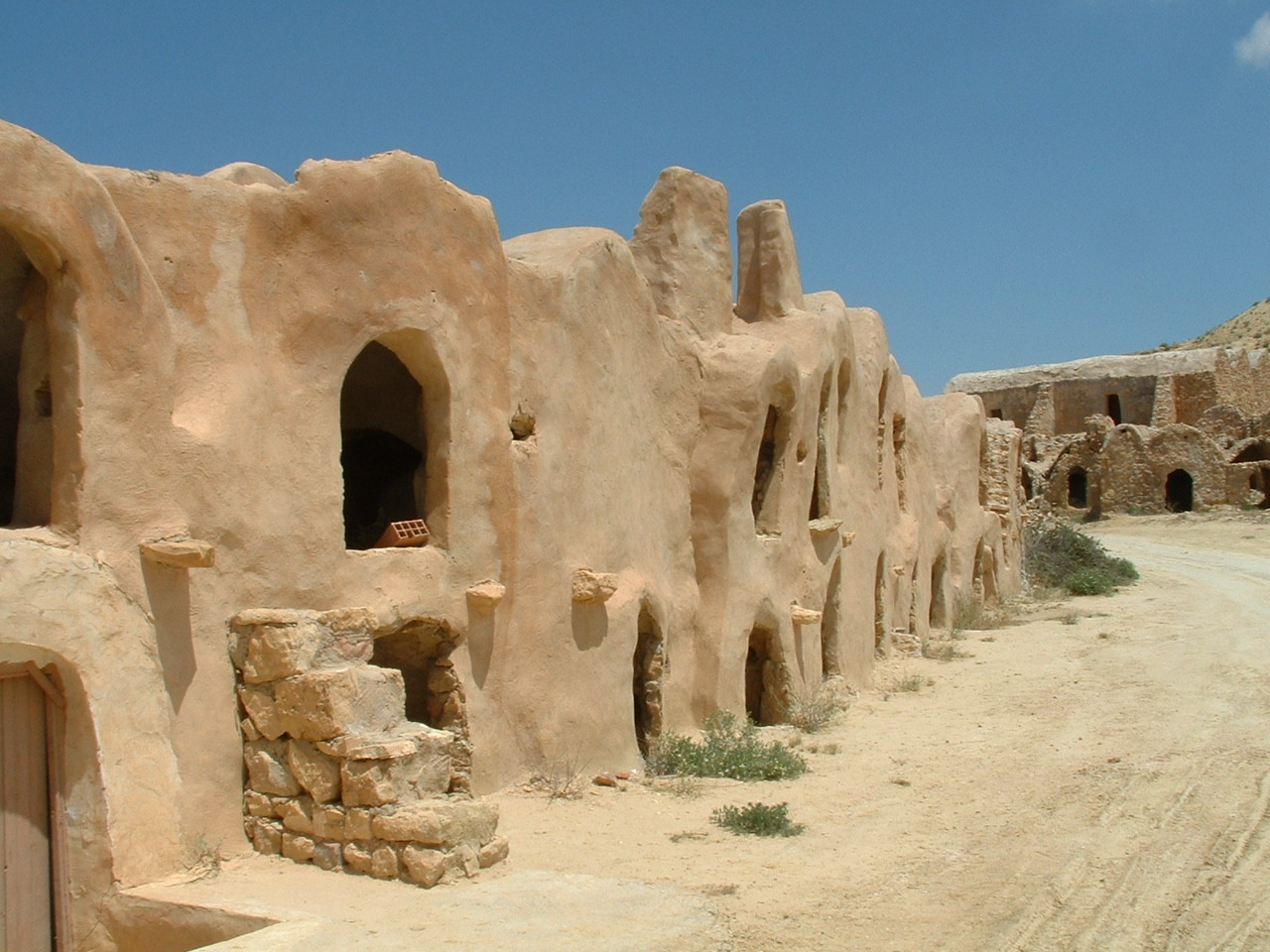
Ksar in Tunesien

1959 adaptierte der Schweizer Schauspieler und Drehbuchautor Charles Ferdinand Vaucher Gourrama als Hörspiel. Die Regie in der 92-minütigen Fassung führte Walter Wefel, Sprecher war unter anderem Alfred Lohner, und die Musik komponierte Tibor Kasics. Zu dieser Radio-Fassung schrieb Josef Halperin in der Schweizer Radio-Zeitung vom 24. Oktober 1959: «Souverän hat er [Vaucher] einige Szenen herausgegriffen und dramatisch gekürzt. Die vorgeschriebene Dauer des Spiels zwang zu äusserster Konzentration. Umso wertvoller ist es, dass ein wesentliches Moment festgehalten wird, der Ksar, das dem Legionsposten benachbarte Dorf, mit den Arabermädchen Zeno, d. h. ein Teil von Gourramas Umwelt, der von Sonne und Wind gepeitschten Einöde. Der Hörer mag sich vorstellen, wie das Lager am Tage unter der afrikanischen Bruthitze fast erstickt und nachts in der eisigen Kälte erstarrt.»

## Übersetzungen
- Italienisch: Gourrama, übersetzt von Gabriella de’ Grandi, 1990
- Französisch: Gourrama – Un roman de la Légion étrangère, übersetzt von Philippe Giraudon, 2002
- Lettisch: Gurrama – Romans par arzemnieku legionu, übersetzt von Austra Aumale, 2004
- Japanisch: Gaijinbutai, übersetzt von Suehiro Tanemura, 2004

## Literatur

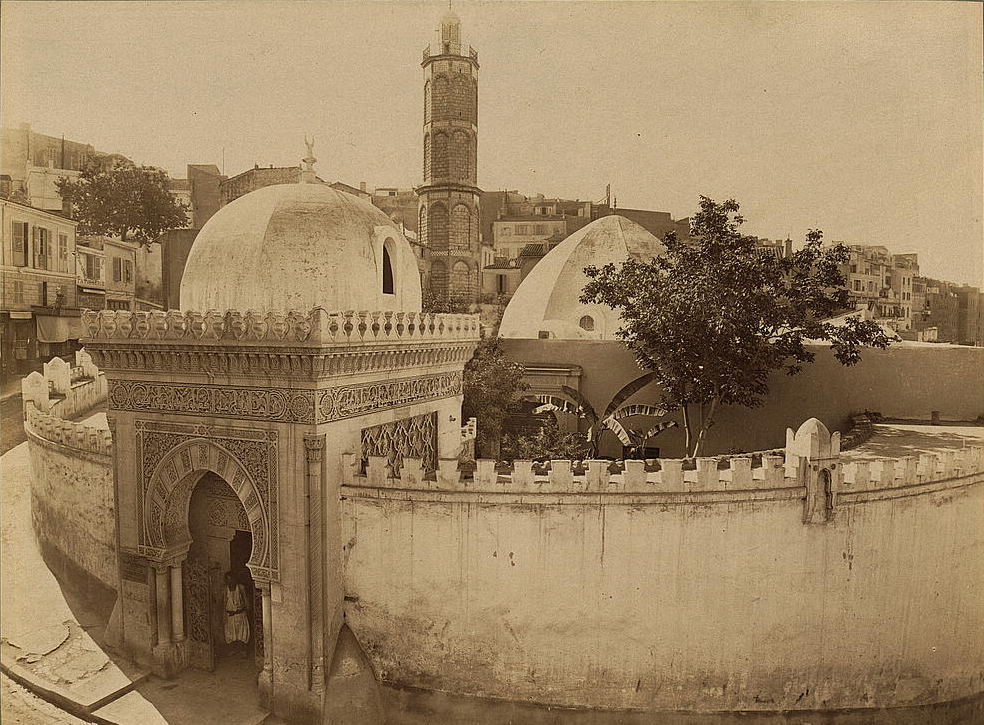
Oran in Algerien